# فهرست سیارک‌ها (۱۶۴۰۰۱–۱۶۵۰۰۱)
فهرست سیارک‌ها (۱۶۴۰۰۱ - ۱۶۵۰۰۱) فهرست سیارک‌ها از ۱۶۴۰۰۱ تا ۱۶۵۰۰۱ است.
| نام    | نام انگلیسی | تاریخ کشف       |
| ------ | ----------- | --------------- |
| ۱۶۴۰۰۱ | 2003 UP170  | ۲۲ اکتبر ۲۰۰۳   |
| ۱۶۴۰۰۲ | 2003 UU172  | ۲۰ اکتبر ۲۰۰۳   |
| ۱۶۴۰۰۳ | 2003 UE174  | ۲۱ اکتبر ۲۰۰۳   |
| ۱۶۴۰۰۴ | 2003 UR174  | ۲۱ اکتبر ۲۰۰۳   |
| ۱۶۴۰۰۵ | 2003 US185  | ۲۱ اکتبر ۲۰۰۳   |
| ۱۶۴۰۰۶ | Thierry     | ۲۱ اکتبر ۲۰۰۳   |
| ۱۶۴۰۰۷ | 2003 UW186  | ۲۲ اکتبر ۲۰۰۳   |
| ۱۶۴۰۰۸ | 2003 UJ189  | ۲۲ اکتبر ۲۰۰۳   |
| ۱۶۴۰۰۹ | 2003 UZ189  | ۲۲ اکتبر ۲۰۰۳   |
| ۱۶۴۰۱۰ | 2003 UV192  | ۲۰ اکتبر ۲۰۰۳   |
| ۱۶۴۰۱۱ | 2003 UX194  | ۲۰ اکتبر ۲۰۰۳   |
| ۱۶۴۰۱۲ | 2003 UL197  | ۲۱ اکتبر ۲۰۰۳   |
| ۱۶۴۰۱۳ | 2003 UT197  | ۲۱ اکتبر ۲۰۰۳   |
| ۱۶۴۰۱۴ | 2003 UO200  | ۲۱ اکتبر ۲۰۰۳   |
| ۱۶۴۰۱۵ | 2003 UC203  | ۲۱ اکتبر ۲۰۰۳   |
| ۱۶۴۰۱۶ | 2003 UK204  | ۲۱ اکتبر ۲۰۰۳   |
| ۱۶۴۰۱۷ | 2003 UL206  | ۲۲ اکتبر ۲۰۰۳   |
| ۱۶۴۰۱۸ | 2003 UP207  | ۲۲ اکتبر ۲۰۰۳   |
| ۱۶۴۰۱۹ | 2003 UR208  | ۲۲ اکتبر ۲۰۰۳   |
| ۱۶۴۰۲۰ | 2003 UC219  | ۲۱ اکتبر ۲۰۰۳   |
| ۱۶۴۰۲۱ | 2003 UQ220  | ۲۱ اکتبر ۲۰۰۳   |
| ۱۶۴۰۲۲ | 2003 UA222  | ۲۲ اکتبر ۲۰۰۳   |
| ۱۶۴۰۲۳ | 2003 UZ222  | ۲۲ اکتبر ۲۰۰۳   |
| ۱۶۴۰۲۴ | 2003 UZ224  | ۲۲ اکتبر ۲۰۰۳   |
| ۱۶۴۰۲۵ | 2003 UH226  | ۲۲ اکتبر ۲۰۰۳   |
| ۱۶۴۰۲۶ | 2003 UT227  | ۲۳ اکتبر ۲۰۰۳   |
| ۱۶۴۰۲۷ | 2003 UY232  | ۲۴ اکتبر ۲۰۰۳   |
| ۱۶۴۰۲۸ | 2003 UA241  | ۲۴ اکتبر ۲۰۰۳   |
| ۱۶۴۰۲۹ | 2003 UA244  | ۲۴ اکتبر ۲۰۰۳   |
| ۱۶۴۰۳۰ | 2003 UJ245  | ۲۴ اکتبر ۲۰۰۳   |
| ۱۶۴۰۳۱ | 2003 UQ247  | ۲۴ اکتبر ۲۰۰۳   |
| ۱۶۴۰۳۲ | 2003 UR249  | ۲۵ اکتبر ۲۰۰۳   |
| ۱۶۴۰۳۳ | 2003 UC251  | ۲۵ اکتبر ۲۰۰۳   |
| ۱۶۴۰۳۴ | 2003 UX252  | ۲۶ اکتبر ۲۰۰۳   |
| ۱۶۴۰۳۵ | 2003 UH254  | ۲۴ اکتبر ۲۰۰۳   |
| ۱۶۴۰۳۶ | 2003 UZ255  | ۲۵ اکتبر ۲۰۰۳   |
| ۱۶۴۰۳۷ | 2003 UP257  | ۲۵ اکتبر ۲۰۰۳   |
| ۱۶۴۰۳۸ | 2003 UP264  | ۲۷ اکتبر ۲۰۰۳   |
| ۱۶۴۰۳۹ | 2003 UE265  | ۲۷ اکتبر ۲۰۰۳   |
| ۱۶۴۰۴۰ | 2003 UQ265  | ۲۷ اکتبر ۲۰۰۳   |
| ۱۶۴۰۴۱ | 2003 UF266  | ۲۸ اکتبر ۲۰۰۳   |
| ۱۶۴۰۴۲ | 2003 UO269  | ۲۹ اکتبر ۲۰۰۳   |
| ۱۶۴۰۴۳ | 2003 UM278  | ۲۵ اکتبر ۲۰۰۳   |
| ۱۶۴۰۴۴ | 2003 US279  | ۲۷ اکتبر ۲۰۰۳   |
| ۱۶۴۰۴۵ | 2003 UC283  | ۲۹ اکتبر ۲۰۰۳   |
| ۱۶۴۰۴۶ | 2003 UW283  | ۳۰ اکتبر ۲۰۰۳   |
| ۱۶۴۰۴۷ | 2003 UL296  | ۱۶ اکتبر ۲۰۰۳   |
| ۱۶۴۰۴۸ | 2003 UO298  | ۱۶ اکتبر ۲۰۰۳   |
| ۱۶۴۰۴۹ | 2003 UC302  | ۱۷ اکتبر ۲۰۰۳   |
| ۱۶۴۰۵۰ | 2003 UO307  | ۱۸ اکتبر ۲۰۰۳   |
| ۱۶۴۰۵۱ | 2003 UL314  | ۱۹ اکتبر ۲۰۰۳   |
| ۱۶۴۰۵۲ | 2003 VC5    | ۱۵ نوامبر ۲۰۰۳  |
| ۱۶۴۰۵۳ | 2003 VP5    | ۱۵ نوامبر ۲۰۰۳  |
| ۱۶۴۰۵۴ | 2003 VH6    | ۱۴ نوامبر ۲۰۰۳  |
| ۱۶۴۰۵۵ | 2003 VL8    | ۱۵ نوامبر ۲۰۰۳  |
| ۱۶۴۰۵۶ | 2003 VO10   | ۱۵ نوامبر ۲۰۰۳  |
| ۱۶۴۰۵۷ | 2003 WR10   | ۱۸ نوامبر ۲۰۰۳  |
| ۱۶۴۰۵۸ | 2003 WV11   | ۱۸ نوامبر ۲۰۰۳  |
| ۱۶۴۰۵۹ | 2003 WH13   | ۱۶ نوامبر ۲۰۰۳  |
| ۱۶۴۰۶۰ | 2003 WV16   | ۱۸ نوامبر ۲۰۰۳  |
| ۱۶۴۰۶۱ | 2003 WF29   | ۱۸ نوامبر ۲۰۰۳  |
| ۱۶۴۰۶۲ | 2003 WL38   | ۱۹ نوامبر ۲۰۰۳  |
| ۱۶۴۰۶۳ | 2003 WP40   | ۱۹ نوامبر ۲۰۰۳  |
| ۱۶۴۰۶۴ | 2003 WY46   | ۱۸ نوامبر ۲۰۰۳  |
| ۱۶۴۰۶۵ | 2003 WN50   | ۱۹ نوامبر ۲۰۰۳  |
| ۱۶۴۰۶۶ | 2003 WY55   | ۲۰ نوامبر ۲۰۰۳  |
| ۱۶۴۰۶۷ | 2003 WH65   | ۱۹ نوامبر ۲۰۰۳  |
| ۱۶۴۰۶۸ | 2003 WJ66   | ۱۹ نوامبر ۲۰۰۳  |
| ۱۶۴۰۶۹ | 2003 WK69   | ۱۹ نوامبر ۲۰۰۳  |
| ۱۶۴۰۷۰ | 2003 WV70   | ۲۰ نوامبر ۲۰۰۳  |
| ۱۶۴۰۷۱ | 2003 WT80   | ۲۰ نوامبر ۲۰۰۳  |
| ۱۶۴۰۷۲ | 2003 WS81   | ۱۸ نوامبر ۲۰۰۳  |
| ۱۶۴۰۷۳ | 2003 WR84   | ۱۹ نوامبر ۲۰۰۳  |
| ۱۶۴۰۷۴ | 2003 WD86   | ۲۱ نوامبر ۲۰۰۳  |
| ۱۶۴۰۷۵ | 2003 WU87   | ۲۲ نوامبر ۲۰۰۳  |
| ۱۶۴۰۷۶ | 2003 WE89   | ۱۶ نوامبر ۲۰۰۳  |
| ۱۶۴۰۷۷ | 2003 WP91   | ۱۸ نوامبر ۲۰۰۳  |
| ۱۶۴۰۷۸ | 2003 WK94   | ۱۹ نوامبر ۲۰۰۳  |
| ۱۶۴۰۷۹ | 2003 WS94   | ۱۹ نوامبر ۲۰۰۳  |
| ۱۶۴۰۸۰ | 2003 WJ96   | ۱۹ نوامبر ۲۰۰۳  |
| ۱۶۴۰۸۱ | 2003 WB97   | ۱۹ نوامبر ۲۰۰۳  |
| ۱۶۴۰۸۲ | 2003 WX102  | ۲۱ نوامبر ۲۰۰۳  |
| ۱۶۴۰۸۳ | 2003 WU103  | ۲۱ نوامبر ۲۰۰۳  |
| ۱۶۴۰۸۴ | 2003 WR121  | ۲۰ نوامبر ۲۰۰۳  |
| ۱۶۴۰۸۵ | 2003 WD122  | ۲۰ نوامبر ۲۰۰۳  |
| ۱۶۴۰۸۶ | 2003 WM122  | ۲۰ نوامبر ۲۰۰۳  |
| ۱۶۴۰۸۷ | 2003 WU122  | ۲۰ نوامبر ۲۰۰۳  |
| ۱۶۴۰۸۸ | 2003 WQ125  | ۲۰ نوامبر ۲۰۰۳  |
| ۱۶۴۰۸۹ | 2003 WV126  | ۲۰ نوامبر ۲۰۰۳  |
| ۱۶۴۰۹۰ | 2003 WF132  | ۱۹ نوامبر ۲۰۰۳  |
| ۱۶۴۰۹۱ | 2003 WY134  | ۲۱ نوامبر ۲۰۰۳  |
| ۱۶۴۰۹۲ | 2003 WX136  | ۲۱ نوامبر ۲۰۰۳  |
| ۱۶۴۰۹۳ | 2003 WF142  | ۲۱ نوامبر ۲۰۰۳  |
| ۱۶۴۰۹۴ | 2003 WT142  | ۲۱ نوامبر ۲۰۰۳  |
| ۱۶۴۰۹۵ | 2003 WS144  | ۲۱ نوامبر ۲۰۰۳  |
| ۱۶۴۰۹۶ | 2003 WZ155  | ۲۹ نوامبر ۲۰۰۳  |
| ۱۶۴۰۹۷ | 2003 WU156  | ۲۹ نوامبر ۲۰۰۳  |
| ۱۶۴۰۹۸ | 2003 WX161  | ۳۰ نوامبر ۲۰۰۳  |
| ۱۶۴۰۹۹ | 2003 WE163  | ۳۰ نوامبر ۲۰۰۳  |
| ۱۶۴۱۰۰ | 2003 WV166  | ۱۸ نوامبر ۲۰۰۳  |
| ۱۶۴۱۰۱ | 2003 WD168  | ۱۹ نوامبر ۲۰۰۳  |
| ۱۶۴۱۰۲ | 2003 WY175  | ۱۹ نوامبر ۲۰۰۳  |
| ۱۶۴۱۰۳ | 2003 XG5    | ۱ دسامبر ۲۰۰۳   |
| ۱۶۴۱۰۴ | 2003 XF9    | ۴ دسامبر ۲۰۰۳   |
| ۱۶۴۱۰۵ | 2003 XT9    | ۴ دسامبر ۲۰۰۳   |
| ۱۶۴۱۰۶ | 2003 XQ10   | ۱۱ دسامبر ۲۰۰۳  |
| ۱۶۴۱۰۷ | 2003 XU11   | ۱۳ دسامبر ۲۰۰۳  |
| ۱۶۴۱۰۸ | 2003 XW11   | ۱۳ دسامبر ۲۰۰۳  |
| ۱۶۴۱۰۹ | 2003 XF13   | ۱۴ دسامبر ۲۰۰۳  |
| ۱۶۴۱۱۰ | 2003 XM16   | ۱۴ دسامبر ۲۰۰۳  |
| ۱۶۴۱۱۱ | 2003 XQ17   | ۱۵ دسامبر ۲۰۰۳  |
| ۱۶۴۱۱۲ | 2003 XJ19   | ۱۴ دسامبر ۲۰۰۳  |
| ۱۶۴۱۱۳ | 2003 XT21   | ۱۵ دسامبر ۲۰۰۳  |
| ۱۶۴۱۱۴ | 2003 XR27   | ۱ دسامبر ۲۰۰۳   |
| ۱۶۴۱۱۵ | 2003 XC33   | ۱ دسامبر ۲۰۰۳   |
| ۱۶۴۱۱۶ | 2003 XP33   | ۱ دسامبر ۲۰۰۳   |
| ۱۶۴۱۱۷ | 2003 XL36   | ۳ دسامبر ۲۰۰۳   |
| ۱۶۴۱۱۸ | 2003 XY37   | ۴ دسامبر ۲۰۰۳   |
| ۱۶۴۱۱۹ | 2003 XF40   | ۱۴ دسامبر ۲۰۰۳  |
| ۱۶۴۱۱۹ | 2003 YK     | ۱۷ دسامبر ۲۰۰۳  |
| ۱۶۴۱۲۱ | 2003 YT1    | ۱۸ دسامبر ۲۰۰۳  |
| ۱۶۴۱۲۲ | 2003 YY3    | ۱۶ دسامبر ۲۰۰۳  |
| ۱۶۴۱۲۳ | 2003 YG5    | ۱۶ دسامبر ۲۰۰۳  |
| ۱۶۴۱۲۴ | 2003 YD10   | ۱۷ دسامبر ۲۰۰۳  |
| ۱۶۴۱۲۵ | 2003 YZ10   | ۱۷ دسامبر ۲۰۰۳  |
| ۱۶۴۱۲۶ | 2003 YV13   | ۱۷ دسامبر ۲۰۰۳  |
| ۱۶۴۱۲۷ | 2003 YO14   | ۱۷ دسامبر ۲۰۰۳  |
| ۱۶۴۱۲۸ | 2003 YM16   | ۱۷ دسامبر ۲۰۰۳  |
| ۱۶۴۱۲۹ | 2003 YB21   | ۱۷ دسامبر ۲۰۰۳  |
| ۱۶۴۱۳۰ | 2003 YY21   | ۱۸ دسامبر ۲۰۰۳  |
| ۱۶۴۱۳۱ | 2003 YL43   | ۱۹ دسامبر ۲۰۰۳  |
| ۱۶۴۱۳۲ | 2003 YU45   | ۱۷ دسامبر ۲۰۰۳  |
| ۱۶۴۱۳۳ | 2003 YS48   | ۱۸ دسامبر ۲۰۰۳  |
| ۱۶۴۱۳۴ | 2003 YY48   | ۱۸ دسامبر ۲۰۰۳  |
| ۱۶۴۱۳۵ | 2003 YU58   | ۱۹ دسامبر ۲۰۰۳  |
| ۱۶۴۱۳۶ | 2003 YY69   | ۲۱ دسامبر ۲۰۰۳  |
| ۱۶۴۱۳۷ | 2003 YS78   | ۱۸ دسامبر ۲۰۰۳  |
| ۱۶۴۱۳۸ | 2003 YE81   | ۱۸ دسامبر ۲۰۰۳  |
| ۱۶۴۱۳۹ | 2003 YC84   | ۱۹ دسامبر ۲۰۰۳  |
| ۱۶۴۱۴۰ | 2003 YM85   | ۱۹ دسامبر ۲۰۰۳  |
| ۱۶۴۱۴۱ | 2003 YP87   | ۱۹ دسامبر ۲۰۰۳  |
| ۱۶۴۱۴۲ | 2003 YB91   | ۲۰ دسامبر ۲۰۰۳  |
| ۱۶۴۱۴۳ | 2003 YG91   | ۲۰ دسامبر ۲۰۰۳  |
| ۱۶۴۱۴۴ | 2003 YF96   | ۱۹ دسامبر ۲۰۰۳  |
| ۱۶۴۱۴۵ | 2003 YG104  | ۲۱ دسامبر ۲۰۰۳  |
| ۱۶۴۱۴۶ | 2003 YQ106  | ۲۲ دسامبر ۲۰۰۳  |
| ۱۶۴۱۴۷ | 2003 YR108  | ۲۲ دسامبر ۲۰۰۳  |
| ۱۶۴۱۴۸ | 2003 YZ110  | ۲۲ دسامبر ۲۰۰۳  |
| ۱۶۴۱۴۹ | 2003 YL114  | ۲۵ دسامبر ۲۰۰۳  |
| ۱۶۴۱۵۰ | 2003 YF119  | ۲۷ دسامبر ۲۰۰۳  |
| ۱۶۴۱۵۱ | 2003 YM125  | ۲۷ دسامبر ۲۰۰۳  |
| ۱۶۴۱۵۲ | 2003 YP126  | ۲۷ دسامبر ۲۰۰۳  |
| ۱۶۴۱۵۳ | 2003 YS128  | ۲۷ دسامبر ۲۰۰۳  |
| ۱۶۴۱۵۴ | 2003 YE129  | ۲۷ دسامبر ۲۰۰۳  |
| ۱۶۴۱۵۵ | 2003 YS133  | ۲۸ دسامبر ۲۰۰۳  |
| ۱۶۴۱۵۶ | 2003 YD142  | ۲۸ دسامبر ۲۰۰۳  |
| ۱۶۴۱۵۷ | 2003 YY142  | ۲۸ دسامبر ۲۰۰۳  |
| ۱۶۴۱۵۸ | 2003 YE144  | ۲۸ دسامبر ۲۰۰۳  |
| ۱۶۴۱۵۹ | 2003 YY151  | ۲۹ دسامبر ۲۰۰۳  |
| ۱۶۴۱۶۰ | 2003 YL153  | ۲۹ دسامبر ۲۰۰۳  |
| ۱۶۴۱۶۱ | 2003 YW154  | ۳۰ دسامبر ۲۰۰۳  |
| ۱۶۴۱۶۲ | 2003 YY154  | ۳۰ دسامبر ۲۰۰۳  |
| ۱۶۴۱۶۳ | 2003 YS155  | ۲۶ دسامبر ۲۰۰۳  |
| ۱۶۴۱۶۴ | 2003 YK166  | ۱۷ دسامبر ۲۰۰۳  |
| ۱۶۴۱۶۵ | 2004 AC4    | ۱۳ ژانویه ۲۰۰۴  |
| ۱۶۴۱۶۶ | 2004 AQ5    | ۱۳ ژانویه ۲۰۰۴  |
| ۱۶۴۱۶۷ | 2004 AJ7    | ۱۳ ژانویه ۲۰۰۴  |
| ۱۶۴۱۶۸ | 2004 AP8    | ۱۴ ژانویه ۲۰۰۴  |
| ۱۶۴۱۶۹ | 2004 AK25   | ۱۲ ژانویه ۲۰۰۴  |
| ۱۶۴۱۷۰ | 2004 AS25   | ۱۲ ژانویه ۲۰۰۴  |
| ۱۶۴۱۷۱ | 2004 AP26   | ۱۳ ژانویه ۲۰۰۴  |
| ۱۶۴۱۷۲ | 2004 BY5    | ۱۶ ژانویه ۲۰۰۴  |
| ۱۶۴۱۷۳ | 2004 BM10   | ۱۷ ژانویه ۲۰۰۴  |
| ۱۶۴۱۷۴ | 2004 BM17   | ۱۸ ژانویه ۲۰۰۴  |
| ۱۶۴۱۷۵ | 2004 BO37   | ۱۹ ژانویه ۲۰۰۴  |
| ۱۶۴۱۷۶ | 2004 BE46   | ۲۱ ژانویه ۲۰۰۴  |
| ۱۶۴۱۷۷ | 2004 BM46   | ۲۱ ژانویه ۲۰۰۴  |
| ۱۶۴۱۷۸ | 2004 BP48   | ۲۱ ژانویه ۲۰۰۴  |
| ۱۶۴۱۷۹ | 2004 BA49   | ۲۱ ژانویه ۲۰۰۴  |
| ۱۶۴۱۸۰ | 2004 BD52   | ۲۱ ژانویه ۲۰۰۴  |
| ۱۶۴۱۸۱ | 2004 BJ52   | ۲۱ ژانویه ۲۰۰۴  |
| ۱۶۴۱۸۲ | 2004 BM52   | ۲۱ ژانویه ۲۰۰۴  |
| ۱۶۴۱۸۳ | 2004 BG59   | ۲۳ ژانویه ۲۰۰۴  |
| ۱۶۴۱۸۴ | 2004 BF68   | ۲۷ ژانویه ۲۰۰۴  |
| ۱۶۴۱۸۵ | 2004 BD69   | ۲۰ ژانویه ۲۰۰۴  |
| ۱۶۴۱۸۶ | 2004 BP70   | ۲۲ ژانویه ۲۰۰۴  |
| ۱۶۴۱۸۷ | 2004 BR70   | ۲۲ ژانویه ۲۰۰۴  |
| ۱۶۴۱۸۸ | 2004 BB74   | ۲۴ ژانویه ۲۰۰۴  |
| ۱۶۴۱۸۹ | 2004 BQ76   | ۲۵ ژانویه ۲۰۰۴  |
| ۱۶۴۱۹۰ | 2004 BD80   | ۲۴ ژانویه ۲۰۰۴  |
| ۱۶۴۱۹۱ | 2004 BD94   | ۲۸ ژانویه ۲۰۰۴  |
| ۱۶۴۱۹۲ | 2004 BP105  | ۲۵ ژانویه ۲۰۰۴  |
| ۱۶۴۱۹۳ | 2004 BM146  | ۲۲ ژانویه ۲۰۰۴  |
| ۱۶۴۱۹۴ | 2004 BM151  | ۱۸ ژانویه ۲۰۰۴  |
| ۱۶۴۱۹۵ | 2004 CT13   | ۱۱ فوریه ۲۰۰۴   |
| ۱۶۴۱۹۶ | 2004 CF52   | ۱۴ فوریه ۲۰۰۴   |
| ۱۶۴۱۹۷ | 2004 CQ68   | ۱۱ فوریه ۲۰۰۴   |
| ۱۶۴۱۹۸ | 2004 CN74   | ۱۱ فوریه ۲۰۰۴   |
| ۱۶۴۱۹۹ | 2004 CP80   | ۱۱ فوریه ۲۰۰۴   |
| ۱۶۴۲۰۰ | 2004 DK29   | ۱۷ فوریه ۲۰۰۴   |
| ۱۶۴۲۰۰ | 2004 EC     | ۱۰ مارس ۲۰۰۴    |
| ۱۶۴۲۰۰ | 2004 EW     | ۱۳ مارس ۲۰۰۴    |
| ۱۶۴۲۰۳ | 2004 ED11   | ۱۵ مارس ۲۰۰۴    |
| ۱۶۴۲۰۴ | 2004 EK45   | ۱۵ مارس ۲۰۰۴    |
| ۱۶۴۲۰۵ | 2004 EE51   | ۱۴ مارس ۲۰۰۴    |
| ۱۶۴۲۰۶ | 2004 FN18   | ۲۷ مارس ۲۰۰۴    |
| ۱۶۴۲۰۷ | 2004 GU9    | ۱۳ آوریل ۲۰۰۴   |
| ۱۶۴۲۰۸ | 2004 HB27   | ۲۰ آوریل ۲۰۰۴   |
| ۱۶۴۲۰۹ | 2004 HD57   | ۲۷ آوریل ۲۰۰۴   |
| ۱۶۴۲۱۰ | 2004 JH21   | ۹ مه ۲۰۰۴       |
| ۱۶۴۲۱۱ | 2004 JA27   | ۱۵ مه ۲۰۰۴      |
| ۱۶۴۲۱۲ | 2004 JB48   | ۱۳ مه ۲۰۰۴      |
| ۱۶۴۲۱۳ | 2004 LS2    | ۱۱ ژوئن ۲۰۰۴    |
| ۱۶۴۲۱۴ | 2004 LZ11   | ۱۴ ژوئن ۲۰۰۴    |
| ۱۶۴۲۱۵ | Doloreshill | ۲۵ ژوئن ۲۰۰۴    |
| ۱۶۴۲۱۶ | 2004 OT11   | ۲۷ ژوئیه ۲۰۰۴   |
| ۱۶۴۲۱۷ | 2004 PT42   | ۱۱ اوت ۲۰۰۴     |
| ۱۶۴۲۱۸ | 2004 PX84   | ۱۰ اوت ۲۰۰۴     |
| ۱۶۴۲۱۹ | 2004 QK3    | ۲۱ اوت ۲۰۰۴     |
| ۱۶۴۲۲۰ | 2004 QW16   | ۲۵ اوت ۲۰۰۴     |
| ۱۶۴۲۲۱ | 2004 QE20   | ۲۶ اوت ۲۰۰۴     |
| ۱۶۴۲۲۲ | 2004 RN9    | ۷ سپتامبر ۲۰۰۴  |
| ۱۶۴۲۲۳ | 2004 RV80   | ۸ سپتامبر ۲۰۰۴  |
| ۱۶۴۲۲۴ | 2004 RY182  | ۱۰ سپتامبر ۲۰۰۴ |
| ۱۶۴۲۲۵ | 2004 RV194  | ۱۰ سپتامبر ۲۰۰۴ |
| ۱۶۴۲۲۶ | 2004 RD199  | ۱۰ سپتامبر ۲۰۰۴ |
| ۱۶۴۲۲۷ | 2004 RE228  | ۹ سپتامبر ۲۰۰۴  |
| ۱۶۴۲۲۸ | 2004 RC229  | ۹ سپتامبر ۲۰۰۴  |
| ۱۶۴۲۲۹ | 2004 RB308  | ۱۳ سپتامبر ۲۰۰۴ |
| ۱۶۴۲۳۰ | 2004 RD314  | ۱۵ سپتامبر ۲۰۰۴ |
| ۱۶۴۲۳۱ | 2004 RC335  | ۱۵ سپتامبر ۲۰۰۴ |
| ۱۶۴۲۳۲ | 2004 SB23   | ۱۷ سپتامبر ۲۰۰۴ |
| ۱۶۴۲۳۳ | 2004 SX53   | ۲۲ سپتامبر ۲۰۰۴ |
| ۱۶۴۲۳۴ | 2004 TJ5    | ۴ اکتبر ۲۰۰۴    |
| ۱۶۴۲۳۵ | 2004 TQ15   | ۹ اکتبر ۲۰۰۴    |
| ۱۶۴۲۳۶ | 2004 TW20   | ۱۱ اکتبر ۲۰۰۴   |
| ۱۶۴۲۳۷ | 2004 TZ20   | ۱۱ اکتبر ۲۰۰۴   |
| ۱۶۴۲۳۸ | 2004 TM28   | ۴ اکتبر ۲۰۰۴    |
| ۱۶۴۲۳۹ | 2004 TL35   | ۴ اکتبر ۲۰۰۴    |
| ۱۶۴۲۴۰ | 2004 TO44   | ۴ اکتبر ۲۰۰۴    |
| ۱۶۴۲۴۱ | 2004 TF46   | ۴ اکتبر ۲۰۰۴    |
| ۱۶۴۲۴۲ | 2004 TV51   | ۴ اکتبر ۲۰۰۴    |
| ۱۶۴۲۴۳ | 2004 TX101  | ۶ اکتبر ۲۰۰۴    |
| ۱۶۴۲۴۴ | 2004 TC103  | ۶ اکتبر ۲۰۰۴    |
| ۱۶۴۲۴۵ | 2004 TV110  | ۷ اکتبر ۲۰۰۴    |
| ۱۶۴۲۴۶ | 2004 TV113  | ۷ اکتبر ۲۰۰۴    |
| ۱۶۴۲۴۷ | 2004 TP133  | ۷ اکتبر ۲۰۰۴    |
| ۱۶۴۲۴۸ | 2004 TS133  | ۷ اکتبر ۲۰۰۴    |
| ۱۶۴۲۴۹ | 2004 TK138  | ۹ اکتبر ۲۰۰۴    |
| ۱۶۴۲۵۰ | 2004 TW148  | ۶ اکتبر ۲۰۰۴    |
| ۱۶۴۲۵۱ | 2004 TT169  | ۷ اکتبر ۲۰۰۴    |
| ۱۶۴۲۵۲ | 2004 TQ216  | ۱۵ اکتبر ۲۰۰۴   |
| ۱۶۴۲۵۳ | 2004 TU232  | ۸ اکتبر ۲۰۰۴    |
| ۱۶۴۲۵۴ | 2004 TF238  | ۹ اکتبر ۲۰۰۴    |
| ۱۶۴۲۵۵ | 2004 TW261  | ۹ اکتبر ۲۰۰۴    |
| ۱۶۴۲۵۶ | 2004 TQ262  | ۹ اکتبر ۲۰۰۴    |
| ۱۶۴۲۵۷ | 2004 TD277  | ۹ اکتبر ۲۰۰۴    |
| ۱۶۴۲۵۸ | 2004 TF278  | ۹ اکتبر ۲۰۰۴    |
| ۱۶۴۲۵۹ | 2004 TH283  | ۷ اکتبر ۲۰۰۴    |
| ۱۶۴۲۶۰ | 2004 TW316  | ۱۱ اکتبر ۲۰۰۴   |
| ۱۶۴۲۶۱ | 2004 TV330  | ۹ اکتبر ۲۰۰۴    |
| ۱۶۴۲۶۲ | 2004 TZ332  | ۹ اکتبر ۲۰۰۴    |
| ۱۶۴۲۶۳ | 2004 UW4    | ۱۶ اکتبر ۲۰۰۴   |
| ۱۶۴۲۶۴ | 2004 UU7    | ۲۱ اکتبر ۲۰۰۴   |
| ۱۶۴۲۶۴ | 2004 VO     | ۲ نوامبر ۲۰۰۴   |
| ۱۶۴۲۶۶ | 2004 VK5    | ۳ نوامبر ۲۰۰۴   |
| ۱۶۴۲۶۷ | 2004 VC27   | ۴ نوامبر ۲۰۰۴   |
| ۱۶۴۲۶۸ | 2004 VV69   | ۱۱ نوامبر ۲۰۰۴  |
| ۱۶۴۲۶۹ | 2004 WS8    | ۱۹ نوامبر ۲۰۰۴  |
| ۱۶۴۲۷۰ | 2004 XR1    | ۱ دسامبر ۲۰۰۴   |
| ۱۶۴۲۷۱ | 2004 XG4    | ۲ دسامبر ۲۰۰۴   |
| ۱۶۴۲۷۲ | 2004 XM7    | ۲ دسامبر ۲۰۰۴   |
| ۱۶۴۲۷۳ | 2004 XO16   | ۸ دسامبر ۲۰۰۴   |
| ۱۶۴۲۷۴ | 2004 XM17   | ۳ دسامبر ۲۰۰۴   |
| ۱۶۴۲۷۵ | 2004 XJ19   | ۸ دسامبر ۲۰۰۴   |
| ۱۶۴۲۷۶ | 2004 XG24   | ۹ دسامبر ۲۰۰۴   |
| ۱۶۴۲۷۷ | 2004 XK30   | ۱۰ دسامبر ۲۰۰۴  |
| ۱۶۴۲۷۸ | 2004 XF33   | ۱۰ دسامبر ۲۰۰۴  |
| ۱۶۴۲۷۹ | 2004 XV42   | ۹ دسامبر ۲۰۰۴   |
| ۱۶۴۲۸۰ | 2004 XX58   | ۱۰ دسامبر ۲۰۰۴  |
| ۱۶۴۲۸۱ | 2004 XF71   | ۱۱ دسامبر ۲۰۰۴  |
| ۱۶۴۲۸۲ | 2004 XZ71   | ۱۳ دسامبر ۲۰۰۴  |
| ۱۶۴۲۸۳ | 2004 XU74   | ۹ دسامبر ۲۰۰۴   |
| ۱۶۴۲۸۴ | 2004 XH75   | ۹ دسامبر ۲۰۰۴   |
| ۱۶۴۲۸۵ | 2004 XF82   | ۱۱ دسامبر ۲۰۰۴  |
| ۱۶۴۲۸۶ | 2004 XO86   | ۱۳ دسامبر ۲۰۰۴  |
| ۱۶۴۲۸۷ | 2004 XJ87   | ۹ دسامبر ۲۰۰۴   |
| ۱۶۴۲۸۸ | 2004 XA93   | ۱۱ دسامبر ۲۰۰۴  |
| ۱۶۴۲۸۹ | 2004 XJ97   | ۱۱ دسامبر ۲۰۰۴  |
| ۱۶۴۲۹۰ | 2004 XY106  | ۱۱ دسامبر ۲۰۰۴  |
| ۱۶۴۲۹۱ | 2004 XK108  | ۱۱ دسامبر ۲۰۰۴  |
| ۱۶۴۲۹۲ | 2004 XN121  | ۱۴ دسامبر ۲۰۰۴  |
| ۱۶۴۲۹۳ | 2004 XO124  | ۱۰ دسامبر ۲۰۰۴  |
| ۱۶۴۲۹۴ | 2004 XZ130  | ۱۳ دسامبر ۲۰۰۴  |
| ۱۶۴۲۹۵ | 2004 XA131  | ۹ دسامبر ۲۰۰۴   |
| ۱۶۴۲۹۶ | 2004 XD131  | ۱۱ دسامبر ۲۰۰۴  |
| ۱۶۴۲۹۷ | 2004 XN140  | ۱۳ دسامبر ۲۰۰۴  |
| ۱۶۴۲۹۸ | 2004 XY181  | ۱۵ دسامبر ۲۰۰۴  |
| ۱۶۴۲۹۹ | 2004 XP186  | ۱۵ دسامبر ۲۰۰۴  |
| ۱۶۴۳۰۰ | 2004 YN16   | ۱۸ دسامبر ۲۰۰۴  |
| ۱۶۴۳۰۱ | 2004 YY20   | ۱۸ دسامبر ۲۰۰۴  |
| ۱۶۴۳۰۲ | 2004 YH21   | ۱۸ دسامبر ۲۰۰۴  |
| ۱۶۴۳۰۳ | 2004 YE25   | ۱۸ دسامبر ۲۰۰۴  |
| ۱۶۴۳۰۴ | 2005 AR4    | ۶ ژانویه ۲۰۰۵   |
| ۱۶۴۳۰۵ | 2005 AR10   | ۶ ژانویه ۲۰۰۵   |
| ۱۶۴۳۰۶ | 2005 AC11   | ۸ ژانویه ۲۰۰۵   |
| ۱۶۴۳۰۷ | 2005 AJ11   | ۱ ژانویه ۲۰۰۵   |
| ۱۶۴۳۰۸ | 2005 AE12   | ۶ ژانویه ۲۰۰۵   |
| ۱۶۴۳۰۹ | 2005 AL20   | ۶ ژانویه ۲۰۰۵   |
| ۱۶۴۳۱۰ | 2005 AW20   | ۶ ژانویه ۲۰۰۵   |
| ۱۶۴۳۱۱ | 2005 AC21   | ۶ ژانویه ۲۰۰۵   |
| ۱۶۴۳۱۲ | 2005 AD22   | ۶ ژانویه ۲۰۰۵   |
| ۱۶۴۳۱۳ | 2005 AL23   | ۷ ژانویه ۲۰۰۵   |
| ۱۶۴۳۱۴ | 2005 AC26   | ۱۱ ژانویه ۲۰۰۵  |
| ۱۶۴۳۱۵ | 2005 AW29   | ۸ ژانویه ۲۰۰۵   |
| ۱۶۴۳۱۶ | 2005 AP32   | ۱۱ ژانویه ۲۰۰۵  |
| ۱۶۴۳۱۷ | 2005 AS35   | ۱۳ ژانویه ۲۰۰۵  |
| ۱۶۴۳۱۸ | 2005 AJ37   | ۱۳ ژانویه ۲۰۰۵  |
| ۱۶۴۳۱۹ | 2005 AJ40   | ۱۵ ژانویه ۲۰۰۵  |
| ۱۶۴۳۲۰ | 2005 AS41   | ۱۵ ژانویه ۲۰۰۵  |
| ۱۶۴۳۲۱ | 2005 AH43   | ۱۵ ژانویه ۲۰۰۵  |
| ۱۶۴۳۲۲ | 2005 AT43   | ۱۵ ژانویه ۲۰۰۵  |
| ۱۶۴۳۲۳ | 2005 AS46   | ۱۱ ژانویه ۲۰۰۵  |
| ۱۶۴۳۲۴ | 2005 AU47   | ۱۳ ژانویه ۲۰۰۵  |
| ۱۶۴۳۲۵ | 2005 AJ48   | ۱۳ ژانویه ۲۰۰۵  |
| ۱۶۴۳۲۶ | 2005 AJ49   | ۱۳ ژانویه ۲۰۰۵  |
| ۱۶۴۳۲۷ | 2005 AO49   | ۱۳ ژانویه ۲۰۰۵  |
| ۱۶۴۳۲۸ | 2005 AH54   | ۱۳ ژانویه ۲۰۰۵  |
| ۱۶۴۳۲۹ | 2005 AE69   | ۱۵ ژانویه ۲۰۰۵  |
| ۱۶۴۳۳۰ | 2005 AG69   | ۱۵ ژانویه ۲۰۰۵  |
| ۱۶۴۳۳۱ | 2005 AV72   | ۱۵ ژانویه ۲۰۰۵  |
| ۱۶۴۳۳۲ | 2005 AW79   | ۱۵ ژانویه ۲۰۰۵  |
| ۱۶۴۳۳۲ | 2005 BF     | ۱۶ ژانویه ۲۰۰۵  |
| ۱۶۴۳۳۴ | 2005 BF2    | ۱۸ ژانویه ۲۰۰۵  |
| ۱۶۴۳۳۵ | 2005 BR2    | ۱۶ ژانویه ۲۰۰۵  |
| ۱۶۴۳۳۶ | 2005 BB11   | ۱۶ ژانویه ۲۰۰۵  |
| ۱۶۴۳۳۷ | 2005 BR12   | ۱۷ ژانویه ۲۰۰۵  |
| ۱۶۴۳۳۸ | 2005 BN16   | ۱۶ ژانویه ۲۰۰۵  |
| ۱۶۴۳۳۹ | 2005 BO16   | ۱۶ ژانویه ۲۰۰۵  |
| ۱۶۴۳۴۰ | 2005 BF43   | ۱۶ ژانویه ۲۰۰۵  |
| ۱۶۴۳۴۰ | 2005 CO     | ۲ فوریه ۲۰۰۵    |
| ۱۶۴۳۴۰ | 2005 CP     | ۲ فوریه ۲۰۰۵    |
| ۱۶۴۳۴۳ | 2005 CU12   | ۲ فوریه ۲۰۰۵    |
| ۱۶۴۳۴۴ | 2005 CJ14   | ۲ فوریه ۲۰۰۵    |
| ۱۶۴۳۴۵ | 2005 CV15   | ۲ فوریه ۲۰۰۵    |
| ۱۶۴۳۴۶ | 2005 CH31   | ۱ فوریه ۲۰۰۵    |
| ۱۶۴۳۴۷ | 2005 CN48   | ۲ فوریه ۲۰۰۵    |
| ۱۶۴۳۴۸ | 2005 CP49   | ۲ فوریه ۲۰۰۵    |
| ۱۶۴۳۴۹ | 2005 CO51   | ۲ فوریه ۲۰۰۵    |
| ۱۶۴۳۵۰ | 2005 CU52   | ۳ فوریه ۲۰۰۵    |
| ۱۶۴۳۵۱ | 2005 CA56   | ۴ فوریه ۲۰۰۵    |
| ۱۶۴۳۵۲ | 2005 CW57   | ۲ فوریه ۲۰۰۵    |
| ۱۶۴۳۵۳ | 2005 CH59   | ۲ فوریه ۲۰۰۵    |
| ۱۶۴۳۵۴ | 2005 CG62   | ۹ فوریه ۲۰۰۵    |
| ۱۶۴۳۵۵ | 2005 CQ65   | ۹ فوریه ۲۰۰۵    |
| ۱۶۴۳۵۶ | 2005 CF73   | ۱ فوریه ۲۰۰۵    |
| ۱۶۴۳۵۷ | 2005 CN75   | ۲ فوریه ۲۰۰۵    |
| ۱۶۴۳۵۷ | 2005 DB     | ۱۶ فوریه ۲۰۰۵   |
| ۱۶۴۳۵۹ | 2005 EC1    | ۲ مارس ۲۰۰۵     |
| ۱۶۴۳۶۰ | 2005 EL2    | ۱ مارس ۲۰۰۵     |
| ۱۶۴۳۶۱ | 2005 EV11   | ۲ مارس ۲۰۰۵     |
| ۱۶۴۳۶۲ | 2005 EH13   | ۳ مارس ۲۰۰۵     |
| ۱۶۴۳۶۳ | 2005 EN14   | ۳ مارس ۲۰۰۵     |
| ۱۶۴۳۶۴ | 2005 EG23   | ۳ مارس ۲۰۰۵     |
| ۱۶۴۳۶۵ | 2005 EO35   | ۴ مارس ۲۰۰۵     |
| ۱۶۴۳۶۶ | 2005 EV40   | ۱ مارس ۲۰۰۵     |
| ۱۶۴۳۶۷ | 2005 EB46   | ۳ مارس ۲۰۰۵     |
| ۱۶۴۳۶۸ | 2005 EJ48   | ۳ مارس ۲۰۰۵     |
| ۱۶۴۳۶۹ | 2005 ED49   | ۳ مارس ۲۰۰۵     |
| ۱۶۴۳۷۰ | 2005 EZ49   | ۳ مارس ۲۰۰۵     |
| ۱۶۴۳۷۱ | 2005 ET65   | ۴ مارس ۲۰۰۵     |
| ۱۶۴۳۷۲ | 2005 EU67   | ۴ مارس ۲۰۰۵     |
| ۱۶۴۳۷۳ | 2005 ED68   | ۷ مارس ۲۰۰۵     |
| ۱۶۴۳۷۴ | 2005 EM97   | ۳ مارس ۲۰۰۵     |
| ۱۶۴۳۷۵ | 2005 EM107  | ۴ مارس ۲۰۰۵     |
| ۱۶۴۳۷۶ | 2005 ET113  | ۴ مارس ۲۰۰۵     |
| ۱۶۴۳۷۷ | 2005 EM118  | ۷ مارس ۲۰۰۵     |
| ۱۶۴۳۷۸ | 2005 EY124  | ۸ مارس ۲۰۰۵     |
| ۱۶۴۳۷۹ | 2005 EE134  | ۹ مارس ۲۰۰۵     |
| ۱۶۴۳۸۰ | 2005 EB148  | ۱۰ مارس ۲۰۰۵    |
| ۱۶۴۳۸۱ | 2005 EC168  | ۱۱ مارس ۲۰۰۵    |
| ۱۶۴۳۸۲ | 2005 EQ182  | ۹ مارس ۲۰۰۵     |
| ۱۶۴۳۸۳ | 2005 ES205  | ۱۳ مارس ۲۰۰۵    |
| ۱۶۴۳۸۴ | 2005 EJ210  | ۴ مارس ۲۰۰۵     |
| ۱۶۴۳۸۵ | 2005 EQ217  | ۹ مارس ۲۰۰۵     |
| ۱۶۴۳۸۶ | 2005 EJ240  | ۱۱ مارس ۲۰۰۵    |
| ۱۶۴۳۸۷ | 2005 EY263  | ۱۳ مارس ۲۰۰۵    |
| ۱۶۴۳۸۸ | 2005 EG273  | ۳ مارس ۲۰۰۵     |
| ۱۶۴۳۸۹ | 2005 EL278  | ۹ مارس ۲۰۰۵     |
| ۱۶۴۳۹۰ | 2005 EO289  | ۹ مارس ۲۰۰۵     |
| ۱۶۴۳۹۱ | 2005 EG318  | ۱۳ مارس ۲۰۰۵    |
| ۱۶۴۳۹۲ | 2005 FG5    | ۳۰ مارس ۲۰۰۵    |
| ۱۶۴۳۹۳ | 2005 GP1    | ۱ آوریل ۲۰۰۵    |
| ۱۶۴۳۹۴ | 2005 GH2    | ۱ آوریل ۲۰۰۵    |
| ۱۶۴۳۹۵ | 2005 GJ20   | ۲ آوریل ۲۰۰۵    |
| ۱۶۴۳۹۶ | 2005 GW38   | ۴ آوریل ۲۰۰۵    |
| ۱۶۴۳۹۷ | 2005 GK39   | ۴ آوریل ۲۰۰۵    |
| ۱۶۴۳۹۸ | 2005 GZ39   | ۴ آوریل ۲۰۰۵    |
| ۱۶۴۳۹۹ | 2005 GK45   | ۵ آوریل ۲۰۰۵    |
| ۱۶۴۴۰۰ | 2005 GN59   | ۷ آوریل ۲۰۰۵    |
| ۱۶۴۴۰۱ | 2005 GU69   | ۴ آوریل ۲۰۰۵    |
| ۱۶۴۴۰۲ | 2005 GT104  | ۱۰ آوریل ۲۰۰۵   |
| ۱۶۴۴۰۳ | 2005 GR170  | ۱۲ آوریل ۲۰۰۵   |
| ۱۶۴۴۰۴ | 2005 JJ158  | ۶ مه ۲۰۰۵       |
| ۱۶۴۴۰۵ | 2005 UK504  | ۲۴ اکتبر ۲۰۰۵   |
| ۱۶۴۴۰۶ | 2005 UV504  | ۲۴ اکتبر ۲۰۰۵   |
| ۱۶۴۴۰۷ | 2005 YB207  | ۲۷ دسامبر ۲۰۰۵  |
| ۱۶۴۴۰۸ | 2005 YA215  | ۳۰ دسامبر ۲۰۰۵  |
| ۱۶۴۴۰۹ | 2005 YY237  | ۲۸ دسامبر ۲۰۰۵  |
| ۱۶۴۴۱۰ | 2005 YT248  | ۲۷ دسامبر ۲۰۰۵  |
| ۱۶۴۴۱۱ | 2006 AP35   | ۴ ژانویه ۲۰۰۶   |
| ۱۶۴۴۱۲ | 2006 AE71   | ۶ ژانویه ۲۰۰۶   |
| ۱۶۴۴۱۳ | 2006 AW75   | ۴ ژانویه ۲۰۰۶   |
| ۱۶۴۴۱۴ | 2006 BK6    | ۱۹ ژانویه ۲۰۰۶  |
| ۱۶۴۴۱۵ | 2006 BC34   | ۲۱ ژانویه ۲۰۰۶  |
| ۱۶۴۴۱۶ | 2006 BA51   | ۲۵ ژانویه ۲۰۰۶  |
| ۱۶۴۴۱۷ | 2006 BM57   | ۲۳ ژانویه ۲۰۰۶  |
| ۱۶۴۴۱۸ | 2006 BU90   | ۲۶ ژانویه ۲۰۰۶  |
| ۱۶۴۴۱۹ | 2006 BW94   | ۲۶ ژانویه ۲۰۰۶  |
| ۱۶۴۴۲۰ | 2006 BH97   | ۲۶ ژانویه ۲۰۰۶  |
| ۱۶۴۴۲۱ | 2006 BJ98   | ۲۷ ژانویه ۲۰۰۶  |
| ۱۶۴۴۲۲ | 2006 BH123  | ۲۶ ژانویه ۲۰۰۶  |
| ۱۶۴۴۲۳ | 2006 BZ136  | ۲۸ ژانویه ۲۰۰۶  |
| ۱۶۴۴۲۴ | 2006 BP138  | ۲۸ ژانویه ۲۰۰۶  |
| ۱۶۴۴۲۵ | 2006 BH140  | ۲۱ ژانویه ۲۰۰۶  |
| ۱۶۴۴۲۶ | 2006 BF183  | ۲۷ ژانویه ۲۰۰۶  |
| ۱۶۴۴۲۷ | 2006 BZ190  | ۲۸ ژانویه ۲۰۰۶  |
| ۱۶۴۴۲۸ | 2006 BK241  | ۳۱ ژانویه ۲۰۰۶  |
| ۱۶۴۴۲۹ | 2006 BU261  | ۳۱ ژانویه ۲۰۰۶  |
| ۱۶۴۴۳۰ | 2006 BW267  | ۲۶ ژانویه ۲۰۰۶  |
| ۱۶۴۴۳۱ | 2006 BL274  | ۲۷ ژانویه ۲۰۰۶  |
| ۱۶۴۴۳۲ | 2006 CF23   | ۱ فوریه ۲۰۰۶    |
| ۱۶۴۴۳۳ | 2006 CJ40   | ۲ فوریه ۲۰۰۶    |
| ۱۶۴۴۳۴ | 2006 CS58   | ۵ فوریه ۲۰۰۶    |
| ۱۶۴۴۳۵ | 2006 CZ60   | ۶ فوریه ۲۰۰۶    |
| ۱۶۴۴۳۶ | 2006 CF62   | ۱۳ فوریه ۲۰۰۶   |
| ۱۶۴۴۳۷ | 2006 CP65   | ۱ فوریه ۲۰۰۶    |
| ۱۶۴۴۳۷ | 2006 DS     | ۲۰ فوریه ۲۰۰۶   |
| ۱۶۴۴۳۹ | 2006 DM6    | ۲۰ فوریه ۲۰۰۶   |
| ۱۶۴۴۴۰ | 2006 DK14   | ۲۲ فوریه ۲۰۰۶   |
| ۱۶۴۴۴۱ | 2006 DX22   | ۲۰ فوریه ۲۰۰۶   |
| ۱۶۴۴۴۲ | 2006 DR31   | ۲۰ فوریه ۲۰۰۶   |
| ۱۶۴۴۴۳ | 2006 DH35   | ۲۰ فوریه ۲۰۰۶   |
| ۱۶۴۴۴۴ | 2006 DZ38   | ۲۱ فوریه ۲۰۰۶   |
| ۱۶۴۴۴۵ | 2006 DC39   | ۲۱ فوریه ۲۰۰۶   |
| ۱۶۴۴۴۶ | 2006 DO41   | ۲۳ فوریه ۲۰۰۶   |
| ۱۶۴۴۴۷ | 2006 DD44   | ۲۰ فوریه ۲۰۰۶   |
| ۱۶۴۴۴۸ | 2006 DX46   | ۲۰ فوریه ۲۰۰۶   |
| ۱۶۴۴۴۹ | 2006 DJ57   | ۲۴ فوریه ۲۰۰۶   |
| ۱۶۴۴۵۰ | 2006 DZ57   | ۲۴ فوریه ۲۰۰۶   |
| ۱۶۴۴۵۱ | 2006 DW60   | ۲۴ فوریه ۲۰۰۶   |
| ۱۶۴۴۵۲ | 2006 DF62   | ۲۲ فوریه ۲۰۰۶   |
| ۱۶۴۴۵۳ | 2006 DH65   | ۲۰ فوریه ۲۰۰۶   |
| ۱۶۴۴۵۴ | 2006 DM65   | ۲۱ فوریه ۲۰۰۶   |
| ۱۶۴۴۵۵ | 2006 DY66   | ۲۲ فوریه ۲۰۰۶   |
| ۱۶۴۴۵۶ | 2006 DG88   | ۲۴ فوریه ۲۰۰۶   |
| ۱۶۴۴۵۷ | 2006 DN89   | ۲۴ فوریه ۲۰۰۶   |
| ۱۶۴۴۵۸ | 2006 DN91   | ۲۴ فوریه ۲۰۰۶   |
| ۱۶۴۴۵۹ | 2006 DX97   | ۲۴ فوریه ۲۰۰۶   |
| ۱۶۴۴۶۰ | 2006 DS113  | ۲۷ فوریه ۲۰۰۶   |
| ۱۶۴۴۶۱ | 2006 DR129  | ۲۵ فوریه ۲۰۰۶   |
| ۱۶۴۴۶۲ | 2006 DW148  | ۲۵ فوریه ۲۰۰۶   |
| ۱۶۴۴۶۳ | 2006 DE152  | ۲۵ فوریه ۲۰۰۶   |
| ۱۶۴۴۶۴ | 2006 DE153  | ۲۵ فوریه ۲۰۰۶   |
| ۱۶۴۴۶۵ | 2006 DX153  | ۲۵ فوریه ۲۰۰۶   |
| ۱۶۴۴۶۶ | 2006 DS156  | ۲۷ فوریه ۲۰۰۶   |
| ۱۶۴۴۶۷ | 2006 DN193  | ۲۷ فوریه ۲۰۰۶   |
| ۱۶۴۴۶۸ | 2006 DS197  | ۲۴ فوریه ۲۰۰۶   |
| ۱۶۴۴۶۹ | 2006 DC199  | ۲۸ فوریه ۲۰۰۶   |
| ۱۶۴۴۷۰ | 2006 DN200  | ۲۴ فوریه ۲۰۰۶   |
| ۱۶۴۴۷۱ | 2006 DP207  | ۲۵ فوریه ۲۰۰۶   |
| ۱۶۴۴۷۲ | 2006 DE210  | ۲۰ فوریه ۲۰۰۶   |
| ۱۶۴۴۷۳ | 2006 EV1    | ۳ مارس ۲۰۰۶     |
| ۱۶۴۴۷۴ | 2006 EB16   | ۲ مارس ۲۰۰۶     |
| ۱۶۴۴۷۵ | 2006 EV19   | ۲ مارس ۲۰۰۶     |
| ۱۶۴۴۷۶ | 2006 EM25   | ۳ مارس ۲۰۰۶     |
| ۱۶۴۴۷۷ | 2006 EF30   | ۳ مارس ۲۰۰۶     |
| ۱۶۴۴۷۸ | 2006 FO8    | ۲۳ مارس ۲۰۰۶    |
| ۱۶۴۴۷۹ | 2006 FT15   | ۲۳ مارس ۲۰۰۶    |
| ۱۶۴۴۸۰ | 2006 FZ21   | ۲۴ مارس ۲۰۰۶    |
| ۱۶۴۴۸۱ | 2006 FN23   | ۲۴ مارس ۲۰۰۶    |
| ۱۶۴۴۸۲ | 2006 FG24   | ۲۴ مارس ۲۰۰۶    |
| ۱۶۴۴۸۳ | 2006 FV26   | ۲۴ مارس ۲۰۰۶    |
| ۱۶۴۴۸۴ | 2006 FO31   | ۲۵ مارس ۲۰۰۶    |
| ۱۶۴۴۸۵ | 2006 FV32   | ۲۵ مارس ۲۰۰۶    |
| ۱۶۴۴۸۶ | 2006 FR34   | ۲۵ مارس ۲۰۰۶    |
| ۱۶۴۴۸۷ | 2006 FB35   | ۲۳ مارس ۲۰۰۶    |
| ۱۶۴۴۸۸ | 2006 FP40   | ۲۶ مارس ۲۰۰۶    |
| ۱۶۴۴۸۹ | 2006 FR41   | ۲۶ مارس ۲۰۰۶    |
| ۱۶۴۴۹۰ | 2006 FD45   | ۲۴ مارس ۲۰۰۶    |
| ۱۶۴۴۹۱ | 2006 FB46   | ۲۵ مارس ۲۰۰۶    |
| ۱۶۴۴۹۲ | 2006 FS49   | ۲۵ مارس ۲۰۰۶    |
| ۱۶۴۴۹۳ | 2006 FF50   | ۲۳ مارس ۲۰۰۶    |
| ۱۶۴۴۹۴ | 2006 FY52   | ۲۶ مارس ۲۰۰۶    |
| ۱۶۴۴۹۵ | 2006 FG53   | ۲۵ مارس ۲۰۰۶    |
| ۱۶۴۴۹۶ | 2006 GD14   | ۲ آوریل ۲۰۰۶    |
| ۱۶۴۴۹۷ | 2006 GR27   | ۲ آوریل ۲۰۰۶    |
| ۱۶۴۴۹۸ | 2006 GP29   | ۲ آوریل ۲۰۰۶    |
| ۱۶۴۴۹۹ | 2006 GO34   | ۷ آوریل ۲۰۰۶    |
| ۱۶۴۵۰۰ | 2006 GZ34   | ۷ آوریل ۲۰۰۶    |
| ۱۶۴۵۰۱ | 2006 GK35   | ۷ آوریل ۲۰۰۶    |
| ۱۶۴۵۰۲ | 2006 GM35   | ۷ آوریل ۲۰۰۶    |
| ۱۶۴۵۰۳ | 2006 GY38   | ۷ آوریل ۲۰۰۶    |
| ۱۶۴۵۰۴ | 2006 GT41   | ۷ آوریل ۲۰۰۶    |
| ۱۶۴۵۰۵ | 2006 GP44   | ۲ آوریل ۲۰۰۶    |
| ۱۶۴۵۰۶ | 2006 GO45   | ۷ آوریل ۲۰۰۶    |
| ۱۶۴۵۰۷ | 2006 GU45   | ۸ آوریل ۲۰۰۶    |
| ۱۶۴۵۰۸ | 2006 GH51   | ۵ آوریل ۲۰۰۶    |
| ۱۶۴۵۰۹ | 2006 GH53   | ۲ آوریل ۲۰۰۶    |
| ۱۶۴۵۱۰ | 2006 GB54   | ۲ آوریل ۲۰۰۶    |
| ۱۶۴۵۱۱ | 2006 HO1    | ۱۸ آوریل ۲۰۰۶   |
| ۱۶۴۵۱۲ | 2006 HG2    | ۱۸ آوریل ۲۰۰۶   |
| ۱۶۴۵۱۳ | 2006 HT7    | ۱۹ آوریل ۲۰۰۶   |
| ۱۶۴۵۱۴ | 2006 HS10   | ۱۹ آوریل ۲۰۰۶   |
| ۱۶۴۵۱۵ | 2006 HR13   | ۱۹ آوریل ۲۰۰۶   |
| ۱۶۴۵۱۶ | 2006 HT13   | ۱۹ آوریل ۲۰۰۶   |
| ۱۶۴۵۱۷ | 2006 HZ16   | ۲۰ آوریل ۲۰۰۶   |
| ۱۶۴۵۱۸ | Patoche     | ۱۹ آوریل ۲۰۰۶   |
| ۱۶۴۵۱۹ | 2006 HP24   | ۲۰ آوریل ۲۰۰۶   |
| ۱۶۴۵۲۰ | 2006 HX28   | ۲۱ آوریل ۲۰۰۶   |
| ۱۶۴۵۲۱ | 2006 HC36   | ۲۰ آوریل ۲۰۰۶   |
| ۱۶۴۵۲۲ | 2006 HU43   | ۲۴ آوریل ۲۰۰۶   |
| ۱۶۴۵۲۳ | 2006 HF47   | ۲۱ آوریل ۲۰۰۶   |
| ۱۶۴۵۲۴ | 2006 HR60   | ۲۷ آوریل ۲۰۰۶   |
| ۱۶۴۵۲۵ | 2006 HF63   | ۲۴ آوریل ۲۰۰۶   |
| ۱۶۴۵۲۶ | 2006 HA64   | ۲۴ آوریل ۲۰۰۶   |
| ۱۶۴۵۲۷ | 2006 HT65   | ۲۴ آوریل ۲۰۰۶   |
| ۱۶۴۵۲۸ | 2006 HB69   | ۲۴ آوریل ۲۰۰۶   |
| ۱۶۴۵۲۹ | 2006 HS86   | ۲۸ آوریل ۲۰۰۶   |
| ۱۶۴۵۳۰ | 2006 HO89   | ۲۱ آوریل ۲۰۰۶   |
| ۱۶۴۵۳۱ | 2006 HX94   | ۳۰ آوریل ۲۰۰۶   |
| ۱۶۴۵۳۲ | 2006 HD97   | ۳۰ آوریل ۲۰۰۶   |
| ۱۶۴۵۳۳ | 2006 HK99   | ۳۰ آوریل ۲۰۰۶   |
| ۱۶۴۵۳۴ | 2006 HJ110  | ۲۶ آوریل ۲۰۰۶   |
| ۱۶۴۵۳۵ | 2006 HA128  | ۲۵ آوریل ۲۰۰۶   |
| ۱۶۴۵۳۶ | 2006 HF150  | ۲۷ آوریل ۲۰۰۶   |
| ۱۶۴۵۳۷ | 2006 JF5    | ۳ مه ۲۰۰۶       |
| ۱۶۴۵۳۸ | 2006 JC6    | ۲ مه ۲۰۰۶       |
| ۱۶۴۵۳۹ | 2006 JQ8    | ۱ مه ۲۰۰۶       |
| ۱۶۴۵۴۰ | 2006 JR8    | ۱ مه ۲۰۰۶       |
| ۱۶۴۵۴۱ | 2006 JR10   | ۱ مه ۲۰۰۶       |
| ۱۶۴۵۴۲ | 2006 JO15   | ۲ مه ۲۰۰۶       |
| ۱۶۴۵۴۳ | 2006 JK19   | ۲ مه ۲۰۰۶       |
| ۱۶۴۵۴۴ | 2006 JU29   | ۳ مه ۲۰۰۶       |
| ۱۶۴۵۴۵ | 2006 JU30   | ۳ مه ۲۰۰۶       |
| ۱۶۴۵۴۶ | 2006 JY39   | ۶ مه ۲۰۰۶       |
| ۱۶۴۵۴۷ | 2006 JY43   | ۶ مه ۲۰۰۶       |
| ۱۶۴۵۴۸ | 2006 JC48   | ۵ مه ۲۰۰۶       |
| ۱۶۴۵۴۹ | 2006 JE58   | ۶ مه ۲۰۰۶       |
| ۱۶۴۵۴۹ | 2006 KP     | ۱۷ مه ۲۰۰۶      |
| ۱۶۴۵۵۱ | 2006 KM1    | ۱۹ مه ۲۰۰۶      |
| ۱۶۴۵۵۲ | 2006 KJ6    | ۱۹ مه ۲۰۰۶      |
| ۱۶۴۵۵۳ | 2006 KW7    | ۱۹ مه ۲۰۰۶      |
| ۱۶۴۵۵۴ | 2006 KU9    | ۱۹ مه ۲۰۰۶      |
| ۱۶۴۵۵۵ | 2006 KZ16   | ۲۰ مه ۲۰۰۶      |
| ۱۶۴۵۵۶ | 2006 KN17   | ۲۰ مه ۲۰۰۶      |
| ۱۶۴۵۵۷ | 2006 KQ22   | ۲۰ مه ۲۰۰۶      |
| ۱۶۴۵۵۸ | 2006 KA27   | ۲۰ مه ۲۰۰۶      |
| ۱۶۴۵۵۹ | 2006 KJ42   | ۲۰ مه ۲۰۰۶      |
| ۱۶۴۵۶۰ | 2006 KW45   | ۲۱ مه ۲۰۰۶      |
| ۱۶۴۵۶۱ | 2006 KZ47   | ۲۱ مه ۲۰۰۶      |
| ۱۶۴۵۶۲ | 2006 KB50   | ۲۱ مه ۲۰۰۶      |
| ۱۶۴۵۶۳ | 2006 KO52   | ۲۱ مه ۲۰۰۶      |
| ۱۶۴۵۶۴ | 2006 KY52   | ۲۱ مه ۲۰۰۶      |
| ۱۶۴۵۶۵ | 2006 KE59   | ۲۲ مه ۲۰۰۶      |
| ۱۶۴۵۶۶ | 2006 KL68   | ۲۰ مه ۲۰۰۶      |
| ۱۶۴۵۶۷ | 2006 KL73   | ۲۳ مه ۲۰۰۶      |
| ۱۶۴۵۶۸ | 2006 KU82   | ۱۹ مه ۲۰۰۶      |
| ۱۶۴۵۶۹ | 2006 KX82   | ۱۹ مه ۲۰۰۶      |
| ۱۶۴۵۷۰ | 2006 KP91   | ۲۵ مه ۲۰۰۶      |
| ۱۶۴۵۷۱ | 2006 KB108  | ۳۱ مه ۲۰۰۶      |
| ۱۶۴۵۷۲ | 2006 KD122  | ۲۴ مه ۲۰۰۶      |
| ۱۶۴۵۷۳ | 2006 KK122  | ۲۸ مه ۲۰۰۶      |
| ۱۶۴۵۷۴ | 2006 MQ4    | ۱۷ ژوئن ۲۰۰۶    |
| ۱۶۴۵۷۵ | 2006 MF9    | ۱۹ ژوئن ۲۰۰۶    |
| ۱۶۴۵۷۶ | 2006 SV28   | ۱۷ سپتامبر ۲۰۰۶ |
| ۱۶۴۵۷۷ | 2006 SQ124  | ۱۹ سپتامبر ۲۰۰۶ |
| ۱۶۴۵۷۸ | 2006 SW159  | ۲۳ سپتامبر ۲۰۰۶ |
| ۱۶۴۵۷۹ | 2006 SW353  | ۳۰ سپتامبر ۲۰۰۶ |
| ۱۶۴۵۸۰ | 2006 SN356  | ۳۰ سپتامبر ۲۰۰۶ |
| ۱۶۴۵۸۱ | 2006 TF47   | ۱۲ اکتبر ۲۰۰۶   |
| ۱۶۴۵۸۲ | 2006 WU193  | ۲۷ نوامبر ۲۰۰۶  |
| ۱۶۴۵۸۳ | 2007 BO27   | ۲۴ ژانویه ۲۰۰۷  |
| ۱۶۴۵۸۴ | 2007 DG10   | ۱۷ فوریه ۲۰۰۷   |
| ۱۶۴۵۸۵ | 2007 ND2    | ۱۳ ژوئیه ۲۰۰۷   |
| ۱۶۴۵۸۶ | Arlette     | ۱۴ ژوئیه ۲۰۰۷   |
| ۱۶۴۵۸۶ | 2007 OS     | ۱۷ ژوئیه ۲۰۰۷   |
| ۱۶۴۵۸۶ | 2007 PP     | ۳ اوت ۲۰۰۷      |
| ۱۶۴۵۸۶ | Arlette     | PC۱۱            |
| ۱۶۴۵۹۰ | 2007 PF25   | ۱۱ اوت ۲۰۰۷     |
| ۱۶۴۵۹۰ | 2569 P-L    | ۲۴ سپتامبر ۱۹۶۰ |
| ۱۶۴۵۹۰ | 2761 P-L    | ۲۴ سپتامبر ۱۹۶۰ |
| ۱۶۴۵۹۰ | 4114 P-L    | ۲۴ سپتامبر ۱۹۶۰ |
| ۱۶۴۵۹۰ | 4144 P-L    | ۲۴ سپتامبر ۱۹۶۰ |
| ۱۶۴۵۹۰ | 4791 P-L    | ۲۴ سپتامبر ۱۹۶۰ |
| ۱۶۴۵۹۰ | 4802 P-L    | ۲۴ سپتامبر ۱۹۶۰ |
| ۱۶۴۵۹۰ | 6025 P-L    | ۲۴ سپتامبر ۱۹۶۰ |
| ۱۶۴۵۹۰ | 6252 P-L    | ۲۴ سپتامبر ۱۹۶۰ |
| ۱۶۴۵۹۰ | 6366 P-L    | ۲۴ سپتامبر ۱۹۶۰ |
| ۱۶۴۶۰۰ | 1060 T-2    | ۲۹ سپتامبر ۱۹۷۳ |
| ۱۶۴۶۰۱ | 1123 T-2    | ۲۹ سپتامبر ۱۹۷۳ |
| ۱۶۴۶۰۲ | 1301 T-2    | ۲۹ سپتامبر ۱۹۷۳ |
| ۱۶۴۶۰۳ | 1422 T-2    | ۲۹ سپتامبر ۱۹۷۳ |
| ۱۶۴۶۰۴ | 2054 T-2    | ۲۹ سپتامبر ۱۹۷۳ |
| ۱۶۴۶۰۵ | 4097 T-2    | ۲۹ سپتامبر ۱۹۷۳ |
| ۱۶۴۶۰۶ | 3167 T-3    | ۱۶ اکتبر ۱۹۷۷   |
| ۱۶۴۶۰۷ | 3273 T-3    | ۱۶ اکتبر ۱۹۷۷   |
| ۱۶۴۶۰۸ | 3307 T-3    | ۱۶ اکتبر ۱۹۷۷   |
| ۱۶۴۶۰۹ | 3829 T-3    | ۱۶ اکتبر ۱۹۷۷   |
| ۱۶۴۶۱۰ | 3840 T-3    | ۱۶ اکتبر ۱۹۷۷   |
| ۱۶۴۶۱۱ | 4066 T-3    | ۱۶ اکتبر ۱۹۷۷   |
| ۱۶۴۶۱۲ | 5693 T-3    | ۱۶ اکتبر ۱۹۷۷   |
| ۱۶۴۶۱۳ | 1981 EQ38   | ۱ مارس ۱۹۸۱     |
| ۱۶۴۶۱۴ | 1981 EJ41   | ۲ مارس ۱۹۸۱     |
| ۱۶۴۶۱۵ | 1981 RU7    | ۳ سپتامبر ۱۹۸۱  |
| ۱۶۴۶۱۶ | 1986 WV8    | ۳۰ نوامبر ۱۹۸۶  |
| ۱۶۴۶۱۷ | 1990 RP7    | ۱۳ سپتامبر ۱۹۹۰ |
| ۱۶۴۶۱۸ | 1991 VX11   | ۸ نوامبر ۱۹۹۱   |
| ۱۶۴۶۱۹ | 1992 EF4    | ۱ مارس ۱۹۹۲     |
| ۱۶۴۶۲۰ | 1992 RA3    | ۲ سپتامبر ۱۹۹۲  |
| ۱۶۴۶۲۱ | 1992 SC4    | ۲۴ سپتامبر ۱۹۹۲ |
| ۱۶۴۶۲۲ | 1993 FN5    | ۱۷ مارس ۱۹۹۳    |
| ۱۶۴۶۲۳ | 1993 FR38   | ۱۹ مارس ۱۹۹۳    |
| ۱۶۴۶۲۴ | 1993 FK44   | ۱۹ مارس ۱۹۹۳    |
| ۱۶۴۶۲۵ | 1993 TC15   | ۹ اکتبر ۱۹۹۳    |
| ۱۶۴۶۲۶ | 1993 TL41   | ۹ اکتبر ۱۹۹۳    |
| ۱۶۴۶۲۷ | 1993 UT7    | ۲۰ اکتبر ۱۹۹۳   |
| ۱۶۴۶۲۸ | 1993 UX7    | ۲۰ اکتبر ۱۹۹۳   |
| ۱۶۴۶۲۹ | 1994 AB13   | ۱۱ ژانویه ۱۹۹۴  |
| ۱۶۴۶۳۰ | 1994 PO6    | ۱۰ اوت ۱۹۹۴     |
| ۱۶۴۶۳۱ | 1994 RF9    | ۱۲ سپتامبر ۱۹۹۴ |
| ۱۶۴۶۳۲ | 1994 RM14   | ۳ سپتامبر ۱۹۹۴  |
| ۱۶۴۶۳۳ | 1994 SW4    | ۲۸ سپتامبر ۱۹۹۴ |
| ۱۶۴۶۳۴ | 1994 UB6    | ۲۸ اکتبر ۱۹۹۴   |
| ۱۶۴۶۳۵ | 1994 WW8    | ۲۸ نوامبر ۱۹۹۴  |
| ۱۶۴۶۳۶ | 1995 BR8    | ۲۹ ژانویه ۱۹۹۵  |
| ۱۶۴۶۳۷ | 1995 CC10   | ۴ فوریه ۱۹۹۵    |
| ۱۶۴۶۳۸ | 1995 FW17   | ۲۹ مارس ۱۹۹۵    |
| ۱۶۴۶۳۹ | 1995 FZ18   | ۲۹ مارس ۱۹۹۵    |
| ۱۶۴۶۴۰ | 1995 GN4    | ۵ آوریل ۱۹۹۵    |
| ۱۶۴۶۴۱ | 1995 MK4    | ۲۹ ژوئن ۱۹۹۵    |
| ۱۶۴۶۴۲ | 1995 SJ7    | ۱۷ سپتامبر ۱۹۹۵ |
| ۱۶۴۶۴۳ | 1995 SU12   | ۱۸ سپتامبر ۱۹۹۵ |
| ۱۶۴۶۴۴ | 1995 SH14   | ۱۸ سپتامبر ۱۹۹۵ |
| ۱۶۴۶۴۵ | 1995 SS65   | ۲۶ سپتامبر ۱۹۹۵ |
| ۱۶۴۶۴۶ | 1995 SU86   | ۲۶ سپتامبر ۱۹۹۵ |
| ۱۶۴۶۴۷ | 1995 UX25   | ۲۰ اکتبر ۱۹۹۵   |
| ۱۶۴۶۴۸ | 1995 UG33   | ۲۱ اکتبر ۱۹۹۵   |
| ۱۶۴۶۴۹ | 1995 VA18   | ۱۵ نوامبر ۱۹۹۵  |
| ۱۶۴۶۵۰ | 1995 WT36   | ۲۱ نوامبر ۱۹۹۵  |
| ۱۶۴۶۵۱ | 1996 AM7    | ۱۲ ژانویه ۱۹۹۶  |
| ۱۶۴۶۵۲ | 1996 AD13   | ۱۵ ژانویه ۱۹۹۶  |
| ۱۶۴۶۵۳ | 1996 FS14   | ۱۹ مارس ۱۹۹۶    |
| ۱۶۴۶۵۴ | 1996 GM16   | ۱۴ آوریل ۱۹۹۶   |
| ۱۶۴۶۵۵ | 1996 HR1    | ۲۲ آوریل ۱۹۹۶   |
| ۱۶۴۶۵۶ | 1996 RP5    | ۱۵ سپتامبر ۱۹۹۶ |
| ۱۶۴۶۵۷ | 1996 RU6    | ۵ سپتامبر ۱۹۹۶  |
| ۱۶۴۶۵۸ | 1996 RG9    | ۷ سپتامبر ۱۹۹۶  |
| ۱۶۴۶۵۹ | 1996 RT13   | ۸ سپتامبر ۱۹۹۶  |
| ۱۶۴۶۶۰ | 1996 RE16   | ۱۳ سپتامبر ۱۹۹۶ |
| ۱۶۴۶۶۱ | 1996 ST7    | ۱۷ سپتامبر ۱۹۹۶ |
| ۱۶۴۶۶۲ | 1996 TC9    | ۱۳ اکتبر ۱۹۹۶   |
| ۱۶۴۶۶۳ | 1996 TQ13   | ۵ اکتبر ۱۹۹۶    |
| ۱۶۴۶۶۴ | 1996 TH17   | ۴ اکتبر ۱۹۹۶    |
| ۱۶۴۶۶۵ | 1996 TO20   | ۵ اکتبر ۱۹۹۶    |
| ۱۶۴۶۶۶ | 1996 TB30   | ۷ اکتبر ۱۹۹۶    |
| ۱۶۴۶۶۷ | 1996 TA36   | ۱۱ اکتبر ۱۹۹۶   |
| ۱۶۴۶۶۸ | 1996 TP56   | ۲ اکتبر ۱۹۹۶    |
| ۱۶۴۶۶۹ | 1996 VJ23   | ۱۰ نوامبر ۱۹۹۶  |
| ۱۶۴۶۷۰ | 1996 XM6    | ۳ دسامبر ۱۹۹۶   |
| ۱۶۴۶۷۱ | 1996 XC12   | ۴ دسامبر ۱۹۹۶   |
| ۱۶۴۶۷۲ | 1996 XX29   | ۱۴ دسامبر ۱۹۹۶  |
| ۱۶۴۶۷۳ | 1997 BR4    | ۳۱ ژانویه ۱۹۹۷  |
| ۱۶۴۶۷۴ | 1997 EV4    | ۲ مارس ۱۹۹۷     |
| ۱۶۴۶۷۵ | 1997 EK5    | ۴ مارس ۱۹۹۷     |
| ۱۶۴۶۷۶ | 1997 EL7    | ۲ مارس ۱۹۹۷     |
| ۱۶۴۶۷۷ | 1997 GA4    | ۸ آوریل ۱۹۹۷    |
| ۱۶۴۶۷۸ | 1997 GR4    | ۷ آوریل ۱۹۹۷    |
| ۱۶۴۶۷۹ | 1997 GJ12   | ۳ آوریل ۱۹۹۷    |
| ۱۶۴۶۸۰ | 1997 GO20   | ۵ آوریل ۱۹۹۷    |
| ۱۶۴۶۸۱ | 1997 KA1    | ۲۷ مه ۱۹۹۷      |
| ۱۶۴۶۸۲ | 1997 LQ1    | ۱ ژوئن ۱۹۹۷     |
| ۱۶۴۶۸۳ | 1997 LH3    | ۵ ژوئن ۱۹۹۷     |
| ۱۶۴۶۸۴ | 1997 LS4    | ۷ ژوئن ۱۹۹۷     |
| ۱۶۴۶۸۵ | 1997 LH13   | ۷ ژوئن ۱۹۹۷     |
| ۱۶۴۶۸۶ | 1997 MW5    | ۲۶ ژوئن ۱۹۹۷    |
| ۱۶۴۶۸۷ | 1997 ME6    | ۲۶ ژوئن ۱۹۹۷    |
| ۱۶۴۶۸۸ | 1997 SO1    | ۲۱ سپتامبر ۱۹۹۷ |
| ۱۶۴۶۸۹ | 1997 SC7    | ۲۳ سپتامبر ۱۹۹۷ |
| ۱۶۴۶۹۰ | 1997 SH8    | ۲۳ سپتامبر ۱۹۹۷ |
| ۱۶۴۶۹۱ | 1997 SH14   | ۲۸ سپتامبر ۱۹۹۷ |
| ۱۶۴۶۹۲ | 1997 TM21   | ۴ اکتبر ۱۹۹۷    |
| ۱۶۴۶۹۳ | 1997 TC24   | ۱۱ اکتبر ۱۹۹۷   |
| ۱۶۴۶۹۴ | 1997 UC16   | ۲۳ اکتبر ۱۹۹۷   |
| ۱۶۴۶۹۵ | 1997 UJ16   | ۲۳ اکتبر ۱۹۹۷   |
| ۱۶۴۶۹۶ | 1997 WB8    | ۲۳ نوامبر ۱۹۹۷  |
| ۱۶۴۶۹۷ | 1997 WS28   | ۲۸ نوامبر ۱۹۹۷  |
| ۱۶۴۶۹۸ | 1997 WA47   | ۲۶ نوامبر ۱۹۹۷  |
| ۱۶۴۶۹۹ | 1997 XV6    | ۵ دسامبر ۱۹۹۷   |
| ۱۶۴۷۰۰ | 1998 AO4    | ۶ ژانویه ۱۹۹۸   |
| ۱۶۴۷۰۱ | 1998 AX9    | ۷ ژانویه ۱۹۹۸   |
| ۱۶۴۷۰۲ | 1998 BH6    | ۲۲ ژانویه ۱۹۹۸  |
| ۱۶۴۷۰۳ | 1998 BN20   | ۲۲ ژانویه ۱۹۹۸  |
| ۱۶۴۷۰۴ | 1998 BF31   | ۲۶ ژانویه ۱۹۹۸  |
| ۱۶۴۷۰۵ | 1998 DE2    | ۱۷ فوریه ۱۹۹۸   |
| ۱۶۴۷۰۶ | 1998 DJ19   | ۲۴ فوریه ۱۹۹۸   |
| ۱۶۴۷۰۷ | 1998 DE27   | ۲۶ فوریه ۱۹۹۸   |
| ۱۶۴۷۰۸ | 1998 FX7    | ۲۰ مارس ۱۹۹۸    |
| ۱۶۴۷۰۹ | 1998 FC10   | ۲۴ مارس ۱۹۹۸    |
| ۱۶۴۷۱۰ | 1998 FW24   | ۲۰ مارس ۱۹۹۸    |
| ۱۶۴۷۱۱ | 1998 FD42   | ۲۰ مارس ۱۹۹۸    |
| ۱۶۴۷۱۲ | 1998 FM58   | ۲۰ مارس ۱۹۹۸    |
| ۱۶۴۷۱۳ | 1998 FK61   | ۲۰ مارس ۱۹۹۸    |
| ۱۶۴۷۱۴ | 1998 FN91   | ۲۴ مارس ۱۹۹۸    |
| ۱۶۴۷۱۵ | 1998 FZ139  | ۲۸ مارس ۱۹۹۸    |
| ۱۶۴۷۱۵ | 1998 GH     | ۲ آوریل ۱۹۹۸    |
| ۱۶۴۷۱۷ | 1998 GN1    | ۶ آوریل ۱۹۹۸    |
| ۱۶۴۷۱۸ | 1998 HM4    | ۲۱ آوریل ۱۹۹۸   |
| ۱۶۴۷۱۹ | 1998 HZ6    | ۲۱ آوریل ۱۹۹۸   |
| ۱۶۴۷۲۰ | 1998 KT24   | ۲۲ مه ۱۹۹۸      |
| ۱۶۴۷۲۱ | 1998 QO24   | ۱۷ اوت ۱۹۹۸     |
| ۱۶۴۷۲۲ | 1998 QN68   | ۲۴ اوت ۱۹۹۸     |
| ۱۶۴۷۲۳ | 1998 QW71   | ۲۴ اوت ۱۹۹۸     |
| ۱۶۴۷۲۴ | 1998 QM78   | ۲۴ اوت ۱۹۹۸     |
| ۱۶۴۷۲۵ | 1998 QF98   | ۲۸ اوت ۱۹۹۸     |
| ۱۶۴۷۲۶ | 1998 QE107  | ۱۹ اوت ۱۹۹۸     |
| ۱۶۴۷۲۷ | 1998 RH5    | ۱۵ سپتامبر ۱۹۹۸ |
| ۱۶۴۷۲۸ | 1998 RH12   | ۱۴ سپتامبر ۱۹۹۸ |
| ۱۶۴۷۲۹ | 1998 RT49   | ۱۴ سپتامبر ۱۹۹۸ |
| ۱۶۴۷۳۰ | 1998 RA55   | ۱۴ سپتامبر ۱۹۹۸ |
| ۱۶۴۷۳۱ | 1998 RK64   | ۱۴ سپتامبر ۱۹۹۸ |
| ۱۶۴۷۳۲ | 1998 RE69   | ۱۴ سپتامبر ۱۹۹۸ |
| ۱۶۴۷۳۳ | 1998 RE70   | ۱۴ سپتامبر ۱۹۹۸ |
| ۱۶۴۷۳۴ | 1998 SE21   | ۲۱ سپتامبر ۱۹۹۸ |
| ۱۶۴۷۳۵ | 1998 SY24   | ۱۸ سپتامبر ۱۹۹۸ |
| ۱۶۴۷۳۶ | 1998 SJ40   | ۲۴ سپتامبر ۱۹۹۸ |
| ۱۶۴۷۳۷ | 1998 ST47   | ۲۶ سپتامبر ۱۹۹۸ |
| ۱۶۴۷۳۸ | 1998 SP84   | ۲۶ سپتامبر ۱۹۹۸ |
| ۱۶۴۷۳۹ | 1998 SF103  | ۲۶ سپتامبر ۱۹۹۸ |
| ۱۶۴۷۴۰ | 1998 SJ106  | ۲۶ سپتامبر ۱۹۹۸ |
| ۱۶۴۷۴۱ | 1998 SH113  | ۲۶ سپتامبر ۱۹۹۸ |
| ۱۶۴۷۴۲ | 1998 SS138  | ۲۶ سپتامبر ۱۹۹۸ |
| ۱۶۴۷۴۳ | 1998 SD156  | ۲۶ سپتامبر ۱۹۹۸ |
| ۱۶۴۷۴۴ | 1998 SN162  | ۲۶ سپتامبر ۱۹۹۸ |
| ۱۶۴۷۴۵ | 1998 TU8    | ۱۲ اکتبر ۱۹۹۸   |
| ۱۶۴۷۴۶ | 1998 TF11   | ۱۳ اکتبر ۱۹۹۸   |
| ۱۶۴۷۴۷ | 1998 TP20   | ۱۳ اکتبر ۱۹۹۸   |
| ۱۶۴۷۴۸ | 1998 TC22   | ۱۳ اکتبر ۱۹۹۸   |
| ۱۶۴۷۴۹ | 1998 TP22   | ۱۳ اکتبر ۱۹۹۸   |
| ۱۶۴۷۵۰ | 1998 TW29   | ۱۴ اکتبر ۱۹۹۸   |
| ۱۶۴۷۵۱ | 1998 UW3    | ۲۰ اکتبر ۱۹۹۸   |
| ۱۶۴۷۵۲ | 1998 UR17   | ۱۸ اکتبر ۱۹۹۸   |
| ۱۶۴۷۵۳ | 1998 UJ41   | ۲۸ اکتبر ۱۹۹۸   |
| ۱۶۴۷۵۴ | 1998 VQ10   | ۱۰ نوامبر ۱۹۹۸  |
| ۱۶۴۷۵۵ | 1998 VK27   | ۱۰ نوامبر ۱۹۹۸  |
| ۱۶۴۷۵۶ | 1998 VR35   | ۹ نوامبر ۱۹۹۸   |
| ۱۶۴۷۵۷ | 1998 VY35   | ۱۲ نوامبر ۱۹۹۸  |
| ۱۶۴۷۵۸ | 1998 VN37   | ۱۰ نوامبر ۱۹۹۸  |
| ۱۶۴۷۵۹ | 1998 VR56   | ۱۱ نوامبر ۱۹۹۸  |
| ۱۶۴۷۶۰ | 1998 WX2    | ۱۷ نوامبر ۱۹۹۸  |
| ۱۶۴۷۶۱ | 1998 WU6    | ۲۴ نوامبر ۱۹۹۸  |
| ۱۶۴۷۶۲ | 1998 WX27   | ۱۸ نوامبر ۱۹۹۸  |
| ۱۶۴۷۶۳ | 1998 WH29   | ۲۳ نوامبر ۱۹۹۸  |
| ۱۶۴۷۶۴ | 1998 XK1    | ۷ دسامبر ۱۹۹۸   |
| ۱۶۴۷۶۵ | 1998 XM1    | ۷ دسامبر ۱۹۹۸   |
| ۱۶۴۷۶۶ | 1998 XQ13   | ۱۵ دسامبر ۱۹۹۸  |
| ۱۶۴۷۶۷ | 1998 YK4    | ۱۸ دسامبر ۱۹۹۸  |
| ۱۶۴۷۶۸ | 1998 YE22   | ۲۶ دسامبر ۱۹۹۸  |
| ۱۶۴۷۶۹ | 1999 AG38   | ۹ ژانویه ۱۹۹۹   |
| ۱۶۴۷۷۰ | 1999 BN18   | ۱۶ ژانویه ۱۹۹۹  |
| ۱۶۴۷۷۱ | 1999 CB5    | ۱۲ فوریه ۱۹۹۹   |
| ۱۶۴۷۷۲ | 1999 CV33   | ۱۰ فوریه ۱۹۹۹   |
| ۱۶۴۷۷۳ | 1999 CW48   | ۱۰ فوریه ۱۹۹۹   |
| ۱۶۴۷۷۴ | 1999 CA95   | ۱۰ فوریه ۱۹۹۹   |
| ۱۶۴۷۷۵ | 1999 CJ124  | ۱۱ فوریه ۱۹۹۹   |
| ۱۶۴۷۷۶ | 1999 CJ133  | ۷ فوریه ۱۹۹۹    |
| ۱۶۴۷۷۷ | 1999 CD142  | ۱۰ فوریه ۱۹۹۹   |
| ۱۶۴۷۷۸ | 1999 CD149  | ۱۳ فوریه ۱۹۹۹   |
| ۱۶۴۷۷۹ | 1999 CN157  | ۸ فوریه ۱۹۹۹    |
| ۱۶۴۷۸۰ | 1999 CH159  | ۸ فوریه ۱۹۹۹    |
| ۱۶۴۷۸۱ | 1999 DA4    | ۲۰ فوریه ۱۹۹۹   |
| ۱۶۴۷۸۲ | 1999 DK4    | ۱۶ فوریه ۱۹۹۹   |
| ۱۶۴۷۸۳ | 1999 EZ1    | ۹ مارس ۱۹۹۹     |
| ۱۶۴۷۸۴ | 1999 EJ11   | ۱۵ مارس ۱۹۹۹    |
| ۱۶۴۷۸۵ | 1999 ES14   | ۱۴ مارس ۱۹۹۹    |
| ۱۶۴۷۸۶ | 1999 FZ1    | ۱۶ مارس ۱۹۹۹    |
| ۱۶۴۷۸۷ | 1999 FE11   | ۱۷ مارس ۱۹۹۹    |
| ۱۶۴۷۸۸ | 1999 FN12   | ۱۸ مارس ۱۹۹۹    |
| ۱۶۴۷۸۹ | 1999 FV18   | ۲۲ مارس ۱۹۹۹    |
| ۱۶۴۷۹۰ | 1999 FY35   | ۲۰ مارس ۱۹۹۹    |
| ۱۶۴۷۹۱ | 1999 FJ70   | ۲۰ مارس ۱۹۹۹    |
| ۱۶۴۷۹۲ | 1999 FD78   | ۲۰ مارس ۱۹۹۹    |
| ۱۶۴۷۹۳ | 1999 GO7    | ۷ آوریل ۱۹۹۹    |
| ۱۶۴۷۹۴ | 1999 GO10   | ۱۱ آوریل ۱۹۹۹   |
| ۱۶۴۷۹۵ | 1999 GW10   | ۱۱ آوریل ۱۹۹۹   |
| ۱۶۴۷۹۶ | 1999 GX13   | ۱۴ آوریل ۱۹۹۹   |
| ۱۶۴۷۹۷ | 1999 GJ24   | ۶ آوریل ۱۹۹۹    |
| ۱۶۴۷۹۸ | 1999 JC1    | ۷ مه ۱۹۹۹       |
| ۱۶۴۷۹۹ | 1999 JV26   | ۱۰ مه ۱۹۹۹      |
| ۱۶۴۸۰۰ | 1999 JE32   | ۱۰ مه ۱۹۹۹      |
| ۱۶۴۸۰۱ | 1999 JH42   | ۱۰ مه ۱۹۹۹      |
| ۱۶۴۸۰۲ | 1999 JU48   | ۱۰ مه ۱۹۹۹      |
| ۱۶۴۸۰۳ | 1999 JH65   | ۱۲ مه ۱۹۹۹      |
| ۱۶۴۸۰۴ | 1999 JL75   | ۹ مه ۱۹۹۹       |
| ۱۶۴۸۰۵ | 1999 JT109  | ۱۳ مه ۱۹۹۹      |
| ۱۶۴۸۰۶ | 1999 JA110  | ۱۳ مه ۱۹۹۹      |
| ۱۶۴۸۰۷ | 1999 JA114  | ۱۳ مه ۱۹۹۹      |
| ۱۶۴۸۰۸ | 1999 JC116  | ۱۳ مه ۱۹۹۹      |
| ۱۶۴۸۰۹ | 1999 JH121  | ۱۳ مه ۱۹۹۹      |
| ۱۶۴۸۱۰ | 1999 JN124  | ۱۰ مه ۱۹۹۹      |
| ۱۶۴۸۱۱ | 1999 JR135  | ۷ مه ۱۹۹۹       |
| ۱۶۴۸۱۲ | 1999 KT17   | ۱۷ مه ۱۹۹۹      |
| ۱۶۴۸۱۳ | 1999 LC8    | ۸ ژوئن ۱۹۹۹     |
| ۱۶۴۸۱۴ | 1999 LR32   | ۸ ژوئن ۱۹۹۹     |
| ۱۶۴۸۱۵ | 1999 ND62   | ۱۳ ژوئیه ۱۹۹۹   |
| ۱۶۴۸۱۶ | 1999 PR5    | ۱۲ اوت ۱۹۹۹     |
| ۱۶۴۸۱۶ | 1999 QW     | ۱۷ اوت ۱۹۹۹     |
| ۱۶۴۸۱۸ | 1999 RR41   | ۱۴ سپتامبر ۱۹۹۹ |
| ۱۶۴۸۱۹ | 1999 RL86   | ۷ سپتامبر ۱۹۹۹  |
| ۱۶۴۸۲۰ | 1999 RR89   | ۷ سپتامبر ۱۹۹۹  |
| ۱۶۴۸۲۱ | 1999 RY112  | ۹ سپتامبر ۱۹۹۹  |
| ۱۶۴۸۲۲ | 1999 RV157  | ۹ سپتامبر ۱۹۹۹  |
| ۱۶۴۸۲۳ | 1999 RD171  | ۹ سپتامبر ۱۹۹۹  |
| ۱۶۴۸۲۴ | 1999 RS176  | ۹ سپتامبر ۱۹۹۹  |
| ۱۶۴۸۲۵ | 1999 RT203  | ۸ سپتامبر ۱۹۹۹  |
| ۱۶۴۸۲۶ | 1999 RN208  | ۸ سپتامبر ۱۹۹۹  |
| ۱۶۴۸۲۷ | 1999 RN236  | ۸ سپتامبر ۱۹۹۹  |
| ۱۶۴۸۲۸ | 1999 TL40   | ۵ اکتبر ۱۹۹۹    |
| ۱۶۴۸۲۹ | 1999 TE45   | ۳ اکتبر ۱۹۹۹    |
| ۱۶۴۸۳۰ | 1999 TA49   | ۴ اکتبر ۱۹۹۹    |
| ۱۶۴۸۳۱ | 1999 TL52   | ۵ اکتبر ۱۹۹۹    |
| ۱۶۴۸۳۲ | 1999 TL55   | ۶ اکتبر ۱۹۹۹    |
| ۱۶۴۸۳۳ | 1999 TR62   | ۷ اکتبر ۱۹۹۹    |
| ۱۶۴۸۳۴ | 1999 TL64   | ۸ اکتبر ۱۹۹۹    |
| ۱۶۴۸۳۵ | 1999 TS67   | ۸ اکتبر ۱۹۹۹    |
| ۱۶۴۸۳۶ | 1999 TW75   | ۱۰ اکتبر ۱۹۹۹   |
| ۱۶۴۸۳۷ | 1999 TY81   | ۱۲ اکتبر ۱۹۹۹   |
| ۱۶۴۸۳۸ | 1999 TH83   | ۱۲ اکتبر ۱۹۹۹   |
| ۱۶۴۸۳۹ | 1999 TX86   | ۱۵ اکتبر ۱۹۹۹   |
| ۱۶۴۸۴۰ | 1999 TK88   | ۱۵ اکتبر ۱۹۹۹   |
| ۱۶۴۸۴۱ | 1999 TV112  | ۴ اکتبر ۱۹۹۹    |
| ۱۶۴۸۴۲ | 1999 TV133  | ۶ اکتبر ۱۹۹۹    |
| ۱۶۴۸۴۳ | 1999 TH138  | ۶ اکتبر ۱۹۹۹    |
| ۱۶۴۸۴۴ | 1999 TV143  | ۷ اکتبر ۱۹۹۹    |
| ۱۶۴۸۴۵ | 1999 TT149  | ۷ اکتبر ۱۹۹۹    |
| ۱۶۴۸۴۶ | 1999 TT152  | ۷ اکتبر ۱۹۹۹    |
| ۱۶۴۸۴۷ | 1999 TC153  | ۷ اکتبر ۱۹۹۹    |
| ۱۶۴۸۴۸ | 1999 TM156  | ۷ اکتبر ۱۹۹۹    |
| ۱۶۴۸۴۹ | 1999 TW163  | ۹ اکتبر ۱۹۹۹    |
| ۱۶۴۸۵۰ | 1999 TF171  | ۱۰ اکتبر ۱۹۹۹   |
| ۱۶۴۸۵۱ | 1999 TK171  | ۱۰ اکتبر ۱۹۹۹   |
| ۱۶۴۸۵۲ | 1999 TT174  | ۱۰ اکتبر ۱۹۹۹   |
| ۱۶۴۸۵۳ | 1999 TQ198  | ۱۲ اکتبر ۱۹۹۹   |
| ۱۶۴۸۵۴ | 1999 TK204  | ۱۳ اکتبر ۱۹۹۹   |
| ۱۶۴۸۵۵ | 1999 TO204  | ۱۳ اکتبر ۱۹۹۹   |
| ۱۶۴۸۵۶ | 1999 TJ210  | ۱۴ اکتبر ۱۹۹۹   |
| ۱۶۴۸۵۷ | 1999 TC215  | ۱۵ اکتبر ۱۹۹۹   |
| ۱۶۴۸۵۸ | 1999 TX215  | ۱۵ اکتبر ۱۹۹۹   |
| ۱۶۴۸۵۹ | 1999 TA218  | ۱۵ اکتبر ۱۹۹۹   |
| ۱۶۴۸۶۰ | 1999 TA241  | ۴ اکتبر ۱۹۹۹    |
| ۱۶۴۸۶۱ | 1999 TL260  | ۱۰ اکتبر ۱۹۹۹   |
| ۱۶۴۸۶۲ | 1999 TD262  | ۱۳ اکتبر ۱۹۹۹   |
| ۱۶۴۸۶۳ | 1999 TN269  | ۳ اکتبر ۱۹۹۹    |
| ۱۶۴۸۶۴ | 1999 TH272  | ۳ اکتبر ۱۹۹۹    |
| ۱۶۴۸۶۵ | 1999 TA273  | ۳ اکتبر ۱۹۹۹    |
| ۱۶۴۸۶۶ | 1999 TK278  | ۶ اکتبر ۱۹۹۹    |
| ۱۶۴۸۶۷ | 1999 TH287  | ۱۰ اکتبر ۱۹۹۹   |
| ۱۶۴۸۶۸ | 1999 TU309  | ۳ اکتبر ۱۹۹۹    |
| ۱۶۴۸۶۹ | 1999 UJ11   | ۳۱ اکتبر ۱۹۹۹   |
| ۱۶۴۸۷۰ | 1999 UD14   | ۲۹ اکتبر ۱۹۹۹   |
| ۱۶۴۸۷۱ | 1999 UE20   | ۳۱ اکتبر ۱۹۹۹   |
| ۱۶۴۸۷۲ | 1999 UJ31   | ۳۱ اکتبر ۱۹۹۹   |
| ۱۶۴۸۷۳ | 1999 UO36   | ۱۶ اکتبر ۱۹۹۹   |
| ۱۶۴۸۷۴ | 1999 UL37   | ۱۶ اکتبر ۱۹۹۹   |
| ۱۶۴۸۷۵ | 1999 UA38   | ۱۶ اکتبر ۱۹۹۹   |
| ۱۶۴۸۷۶ | 1999 UB49   | ۳۱ اکتبر ۱۹۹۹   |
| ۱۶۴۸۷۷ | 1999 UQ49   | ۳۰ اکتبر ۱۹۹۹   |
| ۱۶۴۸۷۸ | 1999 VA14   | ۲ نوامبر ۱۹۹۹   |
| ۱۶۴۸۷۹ | 1999 VK18   | ۲ نوامبر ۱۹۹۹   |
| ۱۶۴۸۸۰ | 1999 VN26   | ۳ نوامبر ۱۹۹۹   |
| ۱۶۴۸۸۱ | 1999 VT30   | ۳ نوامبر ۱۹۹۹   |
| ۱۶۴۸۸۲ | 1999 VB42   | ۴ نوامبر ۱۹۹۹   |
| ۱۶۴۸۸۳ | 1999 VQ65   | ۴ نوامبر ۱۹۹۹   |
| ۱۶۴۸۸۴ | 1999 VW76   | ۵ نوامبر ۱۹۹۹   |
| ۱۶۴۸۸۵ | 1999 VU79   | ۴ نوامبر ۱۹۹۹   |
| ۱۶۴۸۸۶ | 1999 VX81   | ۵ نوامبر ۱۹۹۹   |
| ۱۶۴۸۸۷ | 1999 VT84   | ۶ نوامبر ۱۹۹۹   |
| ۱۶۴۸۸۸ | 1999 VK86   | ۵ نوامبر ۱۹۹۹   |
| ۱۶۴۸۸۹ | 1999 VN93   | ۹ نوامبر ۱۹۹۹   |
| ۱۶۴۸۹۰ | 1999 VL101  | ۹ نوامبر ۱۹۹۹   |
| ۱۶۴۸۹۱ | 1999 VD104  | ۹ نوامبر ۱۹۹۹   |
| ۱۶۴۸۹۲ | 1999 VD106  | ۹ نوامبر ۱۹۹۹   |
| ۱۶۴۸۹۳ | 1999 VV106  | ۹ نوامبر ۱۹۹۹   |
| ۱۶۴۸۹۴ | 1999 VR107  | ۹ نوامبر ۱۹۹۹   |
| ۱۶۴۸۹۵ | 1999 VZ110  | ۹ نوامبر ۱۹۹۹   |
| ۱۶۴۸۹۶ | 1999 VE116  | ۴ نوامبر ۱۹۹۹   |
| ۱۶۴۸۹۷ | 1999 VV134  | ۱۰ نوامبر ۱۹۹۹  |
| ۱۶۴۸۹۸ | 1999 VM159  | ۱۴ نوامبر ۱۹۹۹  |
| ۱۶۴۸۹۹ | 1999 VR162  | ۱۴ نوامبر ۱۹۹۹  |
| ۱۶۴۹۰۰ | 1999 VE181  | ۹ نوامبر ۱۹۹۹   |
| ۱۶۴۹۰۱ | 1999 VK181  | ۹ نوامبر ۱۹۹۹   |
| ۱۶۴۹۰۲ | 1999 VT190  | ۱۵ نوامبر ۱۹۹۹  |
| ۱۶۴۹۰۳ | 1999 VP225  | ۵ نوامبر ۱۹۹۹   |
| ۱۶۴۹۰۴ | 1999 WP2    | ۲۶ نوامبر ۱۹۹۹  |
| ۱۶۴۹۰۵ | 1999 WU9    | ۳۰ نوامبر ۱۹۹۹  |
| ۱۶۴۹۰۶ | 1999 WY15   | ۲۹ نوامبر ۱۹۹۹  |
| ۱۶۴۹۰۷ | 1999 WL17   | ۳۰ نوامبر ۱۹۹۹  |
| ۱۶۴۹۰۸ | 1999 XC3    | ۴ دسامبر ۱۹۹۹   |
| ۱۶۴۹۰۹ | 1999 XO4    | ۴ دسامبر ۱۹۹۹   |
| ۱۶۴۹۱۰ | 1999 XL10   | ۵ دسامبر ۱۹۹۹   |
| ۱۶۴۹۱۱ | 1999 XB13   | ۵ دسامبر ۱۹۹۹   |
| ۱۶۴۹۱۲ | 1999 XP15   | ۵ دسامبر ۱۹۹۹   |
| ۱۶۴۹۱۳ | 1999 XK32   | ۶ دسامبر ۱۹۹۹   |
| ۱۶۴۹۱۴ | 1999 XV37   | ۷ دسامبر ۱۹۹۹   |
| ۱۶۴۹۱۵ | 1999 XC38   | ۶ دسامبر ۱۹۹۹   |
| ۱۶۴۹۱۶ | 1999 XV38   | ۵ دسامبر ۱۹۹۹   |
| ۱۶۴۹۱۷ | 1999 XF41   | ۷ دسامبر ۱۹۹۹   |
| ۱۶۴۹۱۸ | 1999 XR41   | ۷ دسامبر ۱۹۹۹   |
| ۱۶۴۹۱۹ | 1999 XD44   | ۷ دسامبر ۱۹۹۹   |
| ۱۶۴۹۲۰ | 1999 XL46   | ۷ دسامبر ۱۹۹۹   |
| ۱۶۴۹۲۱ | 1999 XW57   | ۷ دسامبر ۱۹۹۹   |
| ۱۶۴۹۲۲ | 1999 XZ72   | ۷ دسامبر ۱۹۹۹   |
| ۱۶۴۹۲۳ | 1999 XC77   | ۷ دسامبر ۱۹۹۹   |
| ۱۶۴۹۲۴ | 1999 XS77   | ۷ دسامبر ۱۹۹۹   |
| ۱۶۴۹۲۵ | 1999 XN79   | ۷ دسامبر ۱۹۹۹   |
| ۱۶۴۹۲۶ | 1999 XL87   | ۷ دسامبر ۱۹۹۹   |
| ۱۶۴۹۲۷ | 1999 XO92   | ۷ دسامبر ۱۹۹۹   |
| ۱۶۴۹۲۸ | 1999 XQ99   | ۷ دسامبر ۱۹۹۹   |
| ۱۶۴۹۲۹ | 1999 XK102  | ۷ دسامبر ۱۹۹۹   |
| ۱۶۴۹۳۰ | 1999 XZ111  | ۷ دسامبر ۱۹۹۹   |
| ۱۶۴۹۳۱ | 1999 XO113  | ۱۱ دسامبر ۱۹۹۹  |
| ۱۶۴۹۳۲ | 1999 XW115  | ۵ دسامبر ۱۹۹۹   |
| ۱۶۴۹۳۳ | 1999 XJ124  | ۷ دسامبر ۱۹۹۹   |
| ۱۶۴۹۳۴ | 1999 XV125  | ۷ دسامبر ۱۹۹۹   |
| ۱۶۴۹۳۵ | 1999 XR126  | ۷ دسامبر ۱۹۹۹   |
| ۱۶۴۹۳۶ | 1999 XX128  | ۱۲ دسامبر ۱۹۹۹  |
| ۱۶۴۹۳۷ | 1999 XW145  | ۷ دسامبر ۱۹۹۹   |
| ۱۶۴۹۳۸ | 1999 XU151  | ۷ دسامبر ۱۹۹۹   |
| ۱۶۴۹۳۹ | 1999 XT155  | ۸ دسامبر ۱۹۹۹   |
| ۱۶۴۹۴۰ | 1999 XZ155  | ۸ دسامبر ۱۹۹۹   |
| ۱۶۴۹۴۱ | 1999 XQ168  | ۱۰ دسامبر ۱۹۹۹  |
| ۱۶۴۹۴۲ | 1999 XE170  | ۱۰ دسامبر ۱۹۹۹  |
| ۱۶۴۹۴۳ | 1999 XS176  | ۱۰ دسامبر ۱۹۹۹  |
| ۱۶۴۹۴۴ | 1999 XU177  | ۱۰ دسامبر ۱۹۹۹  |
| ۱۶۴۹۴۵ | 1999 XD183  | ۱۲ دسامبر ۱۹۹۹  |
| ۱۶۴۹۴۶ | 1999 XF192  | ۱۲ دسامبر ۱۹۹۹  |
| ۱۶۴۹۴۷ | 1999 XN201  | ۱۲ دسامبر ۱۹۹۹  |
| ۱۶۴۹۴۸ | 1999 XQ229  | ۷ دسامبر ۱۹۹۹   |
| ۱۶۴۹۴۹ | 1999 XF231  | ۷ دسامبر ۱۹۹۹   |
| ۱۶۴۹۵۰ | 1999 XC234  | ۴ دسامبر ۱۹۹۹   |
| ۱۶۴۹۵۱ | 1999 XM242  | ۱۳ دسامبر ۱۹۹۹  |
| ۱۶۴۹۵۲ | 1999 XM243  | ۳ دسامبر ۱۹۹۹   |
| ۱۶۴۹۵۳ | 1999 XP252  | ۱۲ دسامبر ۱۹۹۹  |
| ۱۶۴۹۵۴ | 1999 YW3    | ۱۹ دسامبر ۱۹۹۹  |
| ۱۶۴۹۵۵ | 1999 YA11   | ۲۷ دسامبر ۱۹۹۹  |
| ۱۶۴۹۵۶ | 1999 YZ13   | ۲۷ دسامبر ۱۹۹۹  |
| ۱۶۴۹۵۷ | 1999 YW22   | ۳۱ دسامبر ۱۹۹۹  |
| ۱۶۴۹۵۸ | 2000 AM3    | ۲ ژانویه ۲۰۰۰   |
| ۱۶۴۹۵۹ | 2000 AS8    | ۲ ژانویه ۲۰۰۰   |
| ۱۶۴۹۶۰ | 2000 AW13   | ۳ ژانویه ۲۰۰۰   |
| ۱۶۴۹۶۱ | 2000 AH16   | ۳ ژانویه ۲۰۰۰   |
| ۱۶۴۹۶۲ | 2000 AO27   | ۳ ژانویه ۲۰۰۰   |
| ۱۶۴۹۶۳ | 2000 AW29   | ۳ ژانویه ۲۰۰۰   |
| ۱۶۴۹۶۴ | 2000 AT30   | ۳ ژانویه ۲۰۰۰   |
| ۱۶۴۹۶۵ | 2000 AZ39   | ۳ ژانویه ۲۰۰۰   |
| ۱۶۴۹۶۶ | 2000 AM44   | ۵ ژانویه ۲۰۰۰   |
| ۱۶۴۹۶۷ | 2000 AO51   | ۴ ژانویه ۲۰۰۰   |
| ۱۶۴۹۶۸ | 2000 AS52   | ۴ ژانویه ۲۰۰۰   |
| ۱۶۴۹۶۹ | 2000 AK53   | ۴ ژانویه ۲۰۰۰   |
| ۱۶۴۹۷۰ | 2000 AV53   | ۴ ژانویه ۲۰۰۰   |
| ۱۶۴۹۷۱ | 2000 AV61   | ۴ ژانویه ۲۰۰۰   |
| ۱۶۴۹۷۲ | 2000 AM62   | ۴ ژانویه ۲۰۰۰   |
| ۱۶۴۹۷۳ | 2000 AU68   | ۵ ژانویه ۲۰۰۰   |
| ۱۶۴۹۷۴ | 2000 AO78   | ۵ ژانویه ۲۰۰۰   |
| ۱۶۴۹۷۵ | 2000 AO117  | ۵ ژانویه ۲۰۰۰   |
| ۱۶۴۹۷۶ | 2000 AJ118  | ۵ ژانویه ۲۰۰۰   |
| ۱۶۴۹۷۷ | 2000 AA123  | ۵ ژانویه ۲۰۰۰   |
| ۱۶۴۹۷۸ | 2000 AH143  | ۵ ژانویه ۲۰۰۰   |
| ۱۶۴۹۷۹ | 2000 AK152  | ۸ ژانویه ۲۰۰۰   |
| ۱۶۴۹۸۰ | 2000 AW152  | ۸ ژانویه ۲۰۰۰   |
| ۱۶۴۹۸۱ | 2000 AT167  | ۸ ژانویه ۲۰۰۰   |
| ۱۶۴۹۸۲ | 2000 AL171  | ۷ ژانویه ۲۰۰۰   |
| ۱۶۴۹۸۳ | 2000 AE178  | ۷ ژانویه ۲۰۰۰   |
| ۱۶۴۹۸۴ | 2000 AF193  | ۸ ژانویه ۲۰۰۰   |
| ۱۶۴۹۸۵ | 2000 AN207  | ۳ ژانویه ۲۰۰۰   |
| ۱۶۴۹۸۶ | 2000 AE219  | ۸ ژانویه ۲۰۰۰   |
| ۱۶۴۹۸۷ | 2000 AE234  | ۵ ژانویه ۲۰۰۰   |
| ۱۶۴۹۸۸ | 2000 AK239  | ۶ ژانویه ۲۰۰۰   |
| ۱۶۴۹۸۹ | 2000 AE247  | ۲ ژانویه ۲۰۰۰   |
| ۱۶۴۹۹۰ | 2000 BB2    | ۲۷ ژانویه ۲۰۰۰  |
| ۱۶۴۹۹۱ | 2000 BQ8    | ۲۹ ژانویه ۲۰۰۰  |
| ۱۶۴۹۹۲ | 2000 BX8    | ۲۹ ژانویه ۲۰۰۰  |
| ۱۶۴۹۹۳ | 2000 BW9    | ۲۶ ژانویه ۲۰۰۰  |
| ۱۶۴۹۹۴ | 2000 BK13   | ۲۹ ژانویه ۲۰۰۰  |
| ۱۶۴۹۹۵ | 2000 BR16   | ۳۰ ژانویه ۲۰۰۰  |
| ۱۶۴۹۹۶ | 2000 BS17   | ۳۰ ژانویه ۲۰۰۰  |
| ۱۶۴۹۹۷ | 2000 BW24   | ۲۹ ژانویه ۲۰۰۰  |
| ۱۶۴۹۹۸ | 2000 BO25   | ۳۰ ژانویه ۲۰۰۰  |
| ۱۶۴۹۹۹ | 2000 BS25   | ۳۰ ژانویه ۲۰۰۰  |
| ۱۶۵۰۰۰ | 2000 BS31   | ۲۷ ژانویه ۲۰۰۰  |